# Cristiano Ronaldo
Cristiano Ronaldo dos Santos Aveiro (Funchal, Madeira, 5 de febrero de 1985) es un futbolista portugués. Juega de delantero y su equipo actual es el Al-Nassr F. C. de la Liga Profesional Saudí. Es internacional absoluto con la selección de Portugal, de la cual es capitán y máximo goleador histórico.
Considerado con frecuencia el mejor futbolista y el más completo, es el mayor goleador de todos los tiempos en partidos oficiales, y uno de los mejores de todos los tiempos. Es uno de los futbolistas más laureados de la historia, habiendo ganado, entre otras distinciones, cinco veces el Balón de Oro, cinco premios de la FIFA al mejor jugador del mundo y cuatro Botas de Oro. Obtuvo también los premios The Best FIFA en 2016 y 2017. Además, forma parte del Dream Team del Balón de Oro. También fue el primer ganador del premio Premio Puskás en 2009.
Identificado habitualmente en los medios de comunicación con el numerónimo CR7, es, con 937 goles, el máximo goleador en la historia del fútbol profesional, y con 450 goles, es el máximo goleador histórico del Real Madrid Club de Fútbol, con 145 y 101 uno de los máximos goleadores del Manchester United Football Club y de la Juventus de Turín. Es también, según los portales expertos en estadísticas históricas de la RSSSF y la IFFHS, el tercer máximo goleador en los campeonatos de Primera División de Europa, con 498 goles —setenta y cuatro goles más a nivel mundial para un total de 572 goles—, siendo estos datos reconocidos por la UEFA y la FIFA.
El futbolista ha sido reconocido por la UEFA por sus récords de la Eurocopa y Liga de Campeones de la UEFA, escogiéndosele el mejor delantero de las temporadas 2016-17 y 2017-18 de la UEFA Champions League.
A lo largo de su carrera profesional, ha conseguido batir diversos récords. Ha sido el primer jugador en ganar cuatro Botas de Oro, el Premio Puskás y el The Best FIFA en dos ocasiones, el segundo futbolista más laureado del Balón de Oro (5), el que más veces ha ganado el Premio UEFA al Mejor Jugador en Europa, con tres títulos, el máximo goleador histórico de la Selección portuguesa (137), el máximo goleador mundial a nivel de selecciones (en 2021, ingresando en el Guinness World Records), y ser el máximo goleador histórico de la Liga de Campeones (141) contando la fase previa, también ser el máximo goleador de la historia de la UEFA, el jugador con más partidos (187) y más asistencias (42). Ha ganado cinco Ligas de Campeones, por lo que es uno de los máximos ganadores de la competición, en la que también posee las marcas de más goles en una edición del torneo —17 goles en 11 partidos (2013-14)—, de más goles en una fase de grupos del torneo —11 goles en seis partidos (2015-16)— y de más veces máximo goleador del torneo con siete ediciones. Es, además, el madridista que menos partidos necesitó (92) para alcanzar los cien goles en el campeonato nacional de Liga y el jugador que menos partidos necesitó (140) para llegar a 150 goles en la historia de la Liga, el primer futbolista en la historia de la competición que consiguió marcarle a todos los equipos a los que se enfrentó en una temporada, el único futbolista capaz de marcar en seis Clásicos consecutivos, o el único en anotar en seis visitas consecutivas al Camp Nou, estadio de máxima rivalidad para los blancos. Además, es el jugador con más goles (7) en un Mundial de Clubes.
Ronaldo comenzó su carrera en el Sporting Club de Portugal, equipo con el que se alzó con la Supercopa de Portugal antes de firmar con el Manchester United Football Club en 2003 a los 18 años. En el club inglés se consagró como futbolista de élite tras conquistar tres Premier League, dos EFL Cup, una FA Cup, dos Community Shield, una Liga de Campeones y una Copa Mundial de Clubes, su primer Balón de Oro, el Jugador Mundial de la FIFA y la Bota de Oro, trofeos que le acreditaban como mejor futbolista del mundo a fecha de 2008. La temporada 2008-09 perdió la final de la Liga de Campeones contra el Barcelona, y el Balón de Oro frente a Lionel Messi, a quien se considera su rival.
Tras protagonizar el traspaso más caro en la historia del fútbol en su momento, recaló en el Real Madrid Club de Fútbol y se lo presentó en el Estadio Santiago Bernabéu. En dicho estadio alcanzó sus mejores registros en juego y goles. En el club español fue el primer jugador en superar la histórica cifra de treinta y ocho goles en una temporada de Liga, situando la nueva marca en cuarenta goles, registro que le sirvió para ganar su segunda Bota de Oro en 2011. Conquistó como merengue dos Copas del Rey, dos Ligas, y dos Supercopas de España, completando así la triple Corona española, más cuatro Ligas de Campeones, tres Supercopas de Europa y tres Copas Mundiales de Clubes. Sus actuaciones le llevaron a conquistar otros cuatro Balones de Oro —en 2013, 2014, 2016 y 2017— y otras dos Botas de Oro —en 2014 y 2015— y a situarse entre los tres mejores jugadores del mundo durante ocho temporadas. En 2018 fichó por la Juventus de Turín en un traspaso por valor inicial de 100 millones de euros (88 millones de libras esterlinas), el traspaso más caro para un club italiano y el más caro para un jugador mayor de 30 años. En el club turinés ganó dos títulos de la Serie A, dos Supercopas Italianas y una Copa Italia, obteniendo la triple corona italiana, antes de regresar al Manchester United en 2021.
Internacional absoluto con la selección portuguesa desde 2003, ha disputado cinco Eurocopas, cinco Mundiales, una Copa Confederaciones y dos Ligas de Naciones, en donde sus máximos logros fueron la obtención de los títulos en la Eurocopa de 2016 y en la Liga de Naciones 2018-19 a título general, y el máximo goleador de la Eurocopa 2020 y Liga de Naciones de la UEFA 2018-19 a título individual. En cuanto a la Copa Mundial y a la Copa Confederaciones, consiguió con el combinado luso un cuarto lugar en Alemania 2006 y un tercer lugar en Rusia 2017 respectivamente. Es uno de los jugadores miembro del FIFA Century Club, formado por aquellos futbolistas con más de cien internacionalidades con su selección. Sus 200 partidos lo colocan primero en el listado a fecha de 2023 —el que más ha disputado de la historia de Portugal— y, lógicamente, también primero a nivel UEFA. En 2015, la Federación Portuguesa de Fútbol lo reconoció como el mejor futbolista luso de todos los tiempos.
Desde 2014, es Gran Oficial de la Orden del Infante Don Enrique, uno de los máximos reconocimientos otorgados en Portugal, por su prestación de servicios relevantes otorgados a su país, así como su expansión cultural, histórica y de valores.
En 2024 la FIFA reconoció al jugador por el récord de marcar goles en cinco ediciones diferentes de la Copa Mundial de Fútbol.
En 2024 la UEFA le otorgó el reconocimiento por ser el máximo goleador de la historia de la Liga de Campeones de la UEFA.
Desde 2025 es accionista del Al-Nassr Football Club, equipo en el que juega desde 2023.

## Infancia e inicios

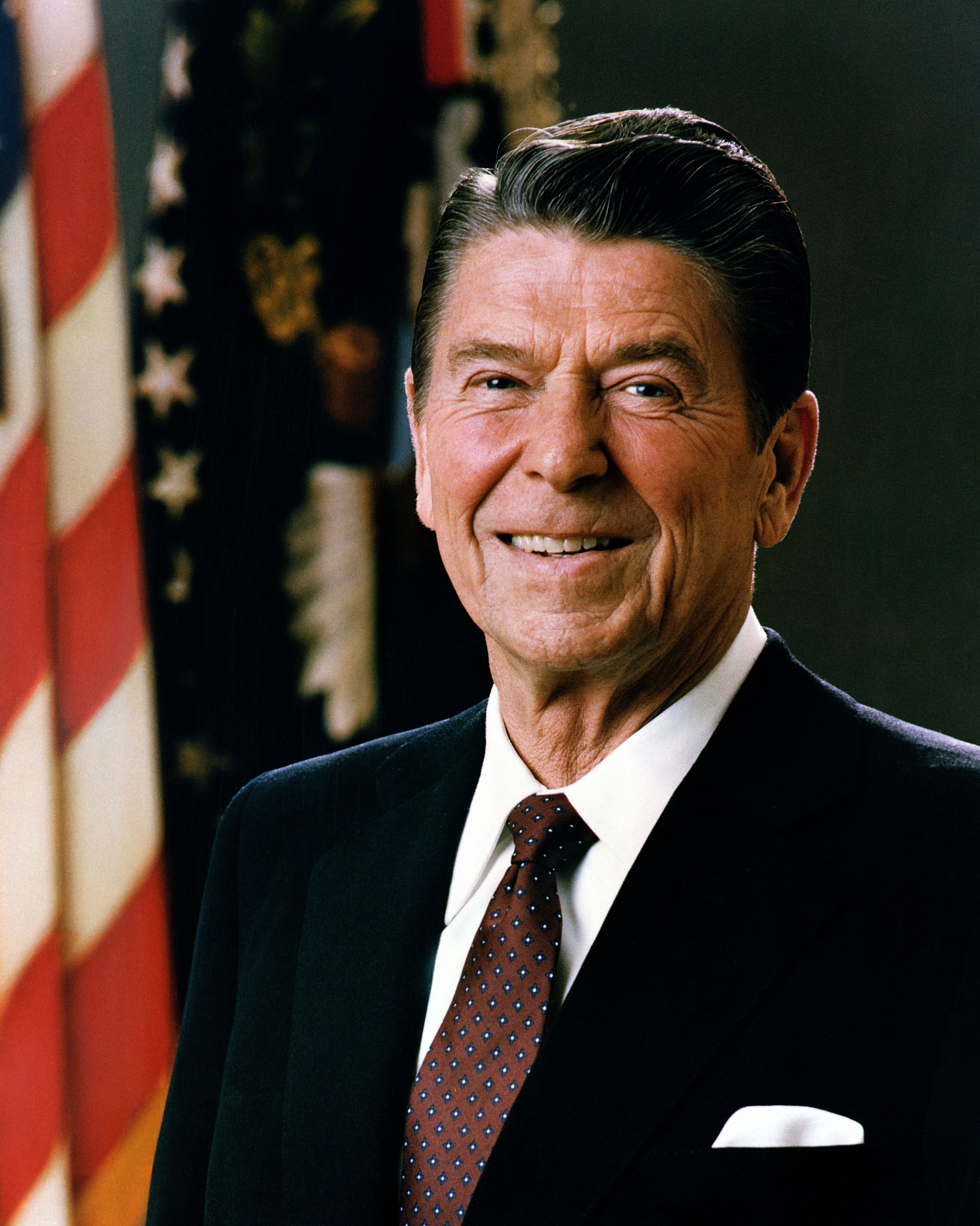
Ronald Reagan, presidente de Estados Unidos, cuyo nombre inspiró a la madre del futbolista para bautizar a su hijo.

Cristiano Ronaldo dos Santos Aveiro nació en São Pedro, Funchal, en la isla portuguesa de Madeira, y creció en el área de Santo António, uno de los barrios más pobres de Portugal. El nombre de Ronaldo lo lleva en homenaje al presidente de Estados Unidos, Ronald Reagan, de quien su madre era seguidora. Es el cuarto y último hijo del matrimonio entre Maria Dolores dos Santos Viveiros (n. 1953), cocinera, y José Dinis Aveiro (1954-2005), jardinero municipal y utilero. Su bisabuela paterna, Isabel da Piedade, era de la isla de São Vicente, Cabo Verde. Tiene un hermano mayor, Hugo (n. 1975) y dos hermanas mayores, Elma (n. 1973) y Liliana Cátia «Katia» (n. 1977), cantante. Su madre reveló que cuando estaba embarazada de él quería abortarlo, debido a la adicción al alcohol que tenía su padre, la mala situación económica de la familia y porque ya tenía demasiados hijos. Sin embargo, su médico se negó a realizar el procedimiento. Cristiano se crio en una familia católica y en un hogar de malas condiciones, durmiendo en la misma habitación junto a todos sus hermanos. Su padrino de bautizo, Fernão Barros Sousa, jugaba junto al padre de Cristiano, José Dinis Aveiro, en el Andorinha. El día de su bautizo, Sousa y el padre de Cristiano estaban con su equipo en Ribeira Brava, llegaron tan tarde al bautizo que el sacerdote se negó a imponerle el sacramento al recién nacido y estuvo a punto de cancelar el bautizo, aunque al final pudo convencérselo.

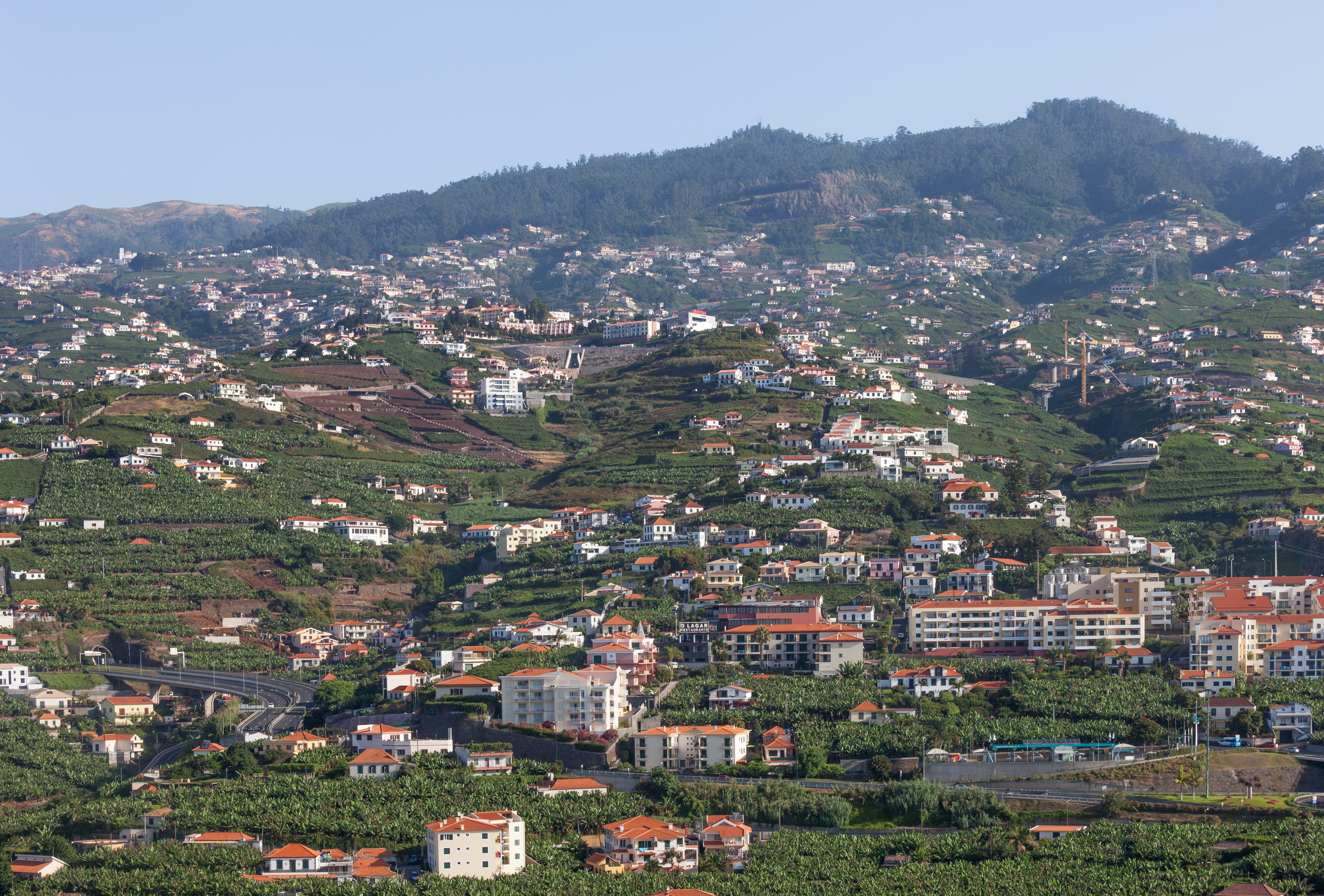
Funchal (Madeira), ciudad donde creció Cristiano.

Comenzó a destacar entre sus compañeros en el Andorinha, su primer club, en el que su padre jugaba a la vez que trabajaba de utilero. Sus ídolos eran sus compatriotas Rui Costa, Fernando Couto y Luís Figo. Al cumplir los diez años, los grandes equipos de Madeira, C. S. Marítimo y C. D. Nacional, ya se habían interesado en su contratación. Finalmente se incorporó a las filas del Nacional, donde continuó con su progresión, convirtiéndose en una de las promesas del fútbol portugués. En 1997, realizó una prueba de tres días para fichar por el Sporting Clube de Portugal y finalmente dejó el C. D. Nacional para pasar a formar parte del club de Lisboa, la capital portuguesa, teniendo que mudarse solo y alejarse de su familia.
Cristiano comentaría años después que esa fue una de las decisiones más difíciles de su vida, pero que mereció la pena para su carrera futbolística. En esos momentos el C. D. Nacional tenía una deuda de 450,000 escudos que quedaron saldados merced a la progresión y trayectoria cosechados por Ronaldo en su traspaso a Lisboa.
Una vez finalizado el traslado, comenzó su nuevo periplo en la disciplina del club lisboeta a partir de la temporada 1997-98. En la cantera dirigida por Leonardo Véliz le asignaron, junto al resto de sus compañeros —entre ellos Ricardo Quaresma y Hugo Viana—, psicólogos, tutores personalizados que lo orientaban en sus estudios y médicos que observaban su crecimiento físico, lo que contribuyó a su formación como persona y futbolista. Cuando tenía quince años, fue diagnosticado un problema de corazón que pudo haberle forzado a abandonar los terrenos de juego. El Sporting informó a su madre sobre el problema, quien, consciente de los riesgos, le dio permiso para ir al hospital. A continuación, se sometió a una operación en la que se analizó a través de cirugía láser el área del corazón que causaba el problema. La cirugía se realizó por la mañana y Cristiano fue dado de alta del hospital la misma tarde y pocos días después volvió a entrenar sin problemas.

## Carrera en clubes

### Sporting C. P.

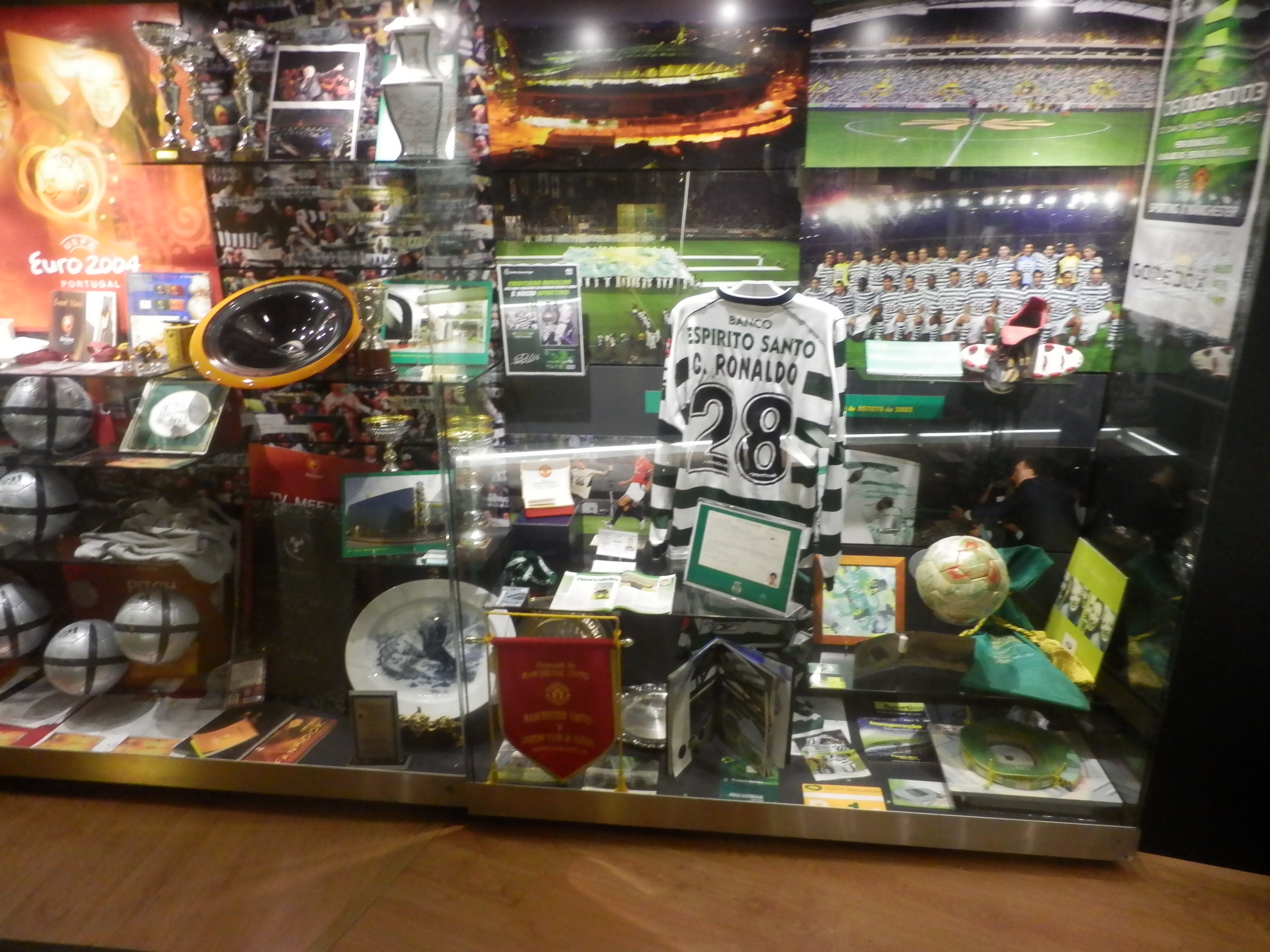
Memorial a Ronaldo en el museo del Sporting.

Su gran desarrollo futbolístico le acabó llevando a jugar sus primeros minutos como profesional cuando contaba con 17 años de edad, en el partido de clasificación para la Liga de Campeones de la UEFA del 14 de agosto de 2002 frente al Inter de Milán. Su debut en Primera División se produjo el 30 de septiembre frente al Sporting Clube de Braga en la que su equipo cayó derrotado por 4-2. Sin embargo, en su segundo partido de Liga jugado el 7 de octubre ante el Moreirense, Cristiano anotó dos goles en el 3-0 final, que causó entre afición y prensa una gran impresión, pasando a formar parte del grupo de habituales del primer equipo del Sporting. Con su gol, se convirtió en el goleador más joven de la historia de Sporting, con 17 años y 8 meses. También se convirtió en el primer jugador en jugar en una temporada en los juveniles del Sporting, en el equipo filial y en el primer equipo.
En 2002, estuvo cerca de firmar por la Juventus al intercambiarlo con el chileno Marcelo Salas, pero este último rechazó jugar en el fútbol portugués. Gérard Houllier, el gerente del Liverpool, lo llegó a observar, pero se negó a ficharlo por considerarlo demasiado joven. Sin embargo, en el verano de 2003, el Sporting y el Manchester United disputaron un encuentro amistoso con motivo de la inauguración del Estadio José Alvalade para la Eurocopa 2004. En ese partido, el joven extremo cuajó una actuación que asombró a su entrenador, Alex Ferguson, que consiguió el traspaso del portugués al club inglés poco después en ese mismo verano. La oferta del club inglés se adelantó a otras opciones que llegó a tener el entonces joven jugador, entre ellas el FC Barcelona, con cuyos representantes llegó a reunirse.

### Manchester United F. C.

#### Desarrollo e irrupción en Inglaterra (2003-2007)
Para la temporada 2003-04, Ronaldo se convirtió en el primer jugador portugués en la historia del Manchester United. Firmó un contrato con el club para 5 años al precio de €12 millones de euros. El precio de su fichaje lo convirtió en el traspaso por un jugador juvenil más caro en la historia del fútbol inglés en ese momento. A pesar de haber pedido el número 28, el que tenía en el Sporting de Portugal, el entrenador Sir Alex Ferguson le asignó el dorsal «7» que había dejado el excapitán del Mánchester, David Beckham, y que habían llevado leyendas del club como George Best y Éric Cantona. Utilizarlo sumó a su motivación. Un elemento clave en su desarrollo en Inglaterra fue su entrenador, Ferguson, a quien describió años después como su «padre futbolístico» y «una de las personas más importantes de mi carrera». Mike Phelan, asistente de Ferguson durante años, comentó en una entrevista que tuvieron que transformar a Cristiano de un jugador individualista a uno de equipo, exigiéndole un duro entrenamiento que el portugués aceptaba y seguía a la perfección.

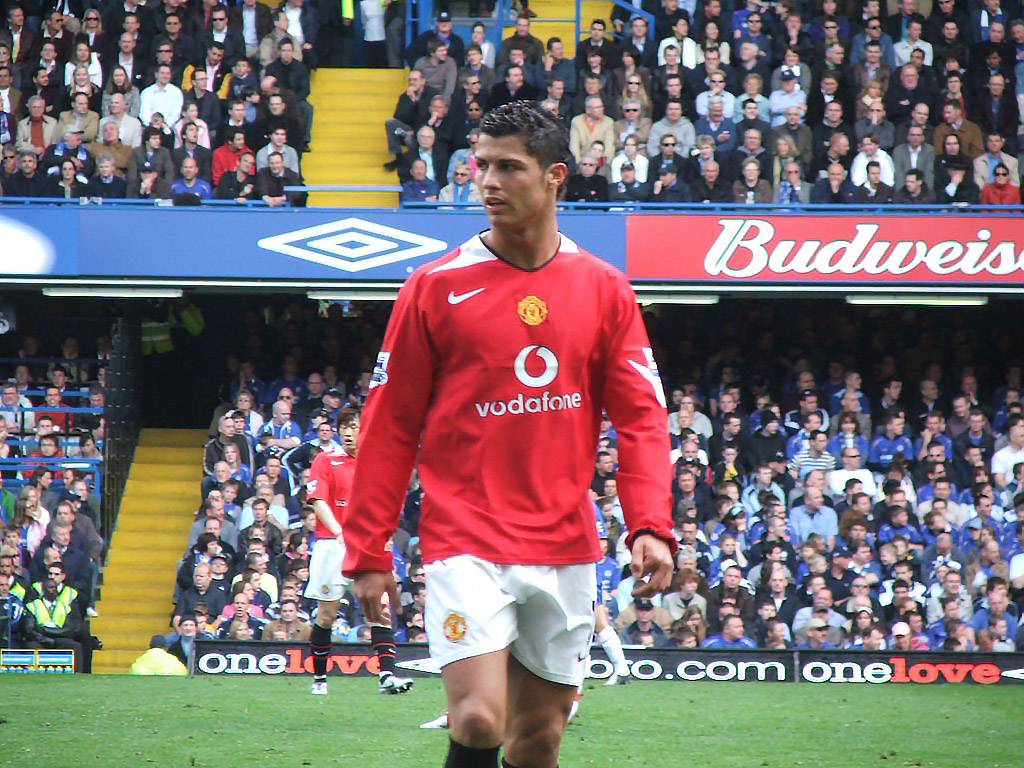
Cristiano en un partido ante el Chelsea jugando para el Manchester United, donde se convirtió en uno de los mejores futbolistas del mundo.

Hizo su debut en la Premier League el 16 de agosto de 2003, ante el Bolton Wanderers, sustituyendo en el minuto 60 al mediocentro inglés Nicky Butt. Recibió una gran ovación cuando salió al campo, y su actuación tuvo una gran aclamación por parte de George Best, quien opinó que había sido «el debut más excitante que he visto en años». Marcó su primer gol de falta directa en la victoria por 3-0 sobre el Portsmouth el 1 de noviembre en Old Trafford. Hizo tres goles más en la segunda mitad de la temporada, el último en la última jornada de liga ante el Aston Villa, partido en el que también recibió la primera tarjeta roja de su carrera. Ronaldo terminó su primera temporada en Inglaterra ganando la FA Cup, al imponerse en Cardiff por 3-0 al Millwall de la League One, tercera categoría inglesa; Ronaldo abrió el marcador y fue el hombre del partido. Sin embargo, la prensa británica fue crítica a Cristiano durante la temporada por sus regates «demasiados elaborados» al intentar driblar a un rival, pero su compañero Gary Neville dijo que «no era un pony de exhibición, sino algo real», y predijo que se convertiría en un jugador de clase mundial.
Durante el inicio de 2005, Ronaldo jugó dos de sus mejores partidos de la temporada 2004-05, con un gol y una asistencia ante el Aston Villa y un doblete al Arsenal, los rivales al título. Jugó los 120 minutos completos en la final de la FA Cup 2004-05 contra el Arsenal, cuyo empate sin goles condujo a una tanda de penaltis en la que anotó, pero que su equipo perdió. Ronaldo anotó el gol número 1000 del Manchester United en Premier League en una derrota ante el Middlesbrough por 4-1. Durante la mitad de la temporada, en noviembre, firmó un nuevo contrato que extendía su anterior acuerdo a dos años más hasta 2010. Ronaldo ganó su segundo título en el fútbol inglés, la Copa de la Liga, después de anotar el tercer gol de la victoria del United por 4 a 0 ante el Wigan Athletic.
En su tercera temporada en Inglaterra, Ronaldo estuvo involucrado en varios incidentes. Se lo sancionó con un partido por «sacarle el dedo» a los aficionados del Benfica, y se lo expulsó en el derbi de Mánchester por una falta al jugador del City, Andy Cole. Durante esta temporada también tuvo varios problemas con su compañero Ruud van Nistelrooy, quien criticó la forma de jugar del portugués. En el Mundial de Alemania 2006, en un enfrentamiento entre Portugal e Inglaterra, tras una falta de su compañero Wayne Rooney, Cristiano exigió al árbitro que lo expulsara del partido. Esto provocó la derrota de Inglaterra, y el posterior abucheo de parte de los aficionados del United hacia Ronaldo, quien pidió públicamente ser traspasado por el poco apoyo que recibió del club. Sin embargo, el United se negó a que abandonara el club.
A pesar del altercado, la temporada 2006-07 supuso su eclosión definitiva, en la que rompió la barrera de los veinte goles y ganó la Premier League por primera vez. Una parte clave de su crecimiento fue su entrenamiento personal con el preparador del equipo, René Meulensteen, quien le enseñó a ser más impredecible, a mejorar su juego en equipo y a capitalizar sus ocasiones en vez de esperar la oportunidad para marcar los goles estéticos por los cuales él ya era conocido. Anotó tres dobletes seguidos a fines de diciembre, ante el Aston Villa (victoria importante que llevó al United a ser líder de la tabla), Wigan, y Reading, por lo que la Barclays Premier League lo nombró el «Jugador del Mes» en noviembre y diciembre. Se convirtió, de este modo, en el tercer jugador en recibir este honor de manera consecutiva.

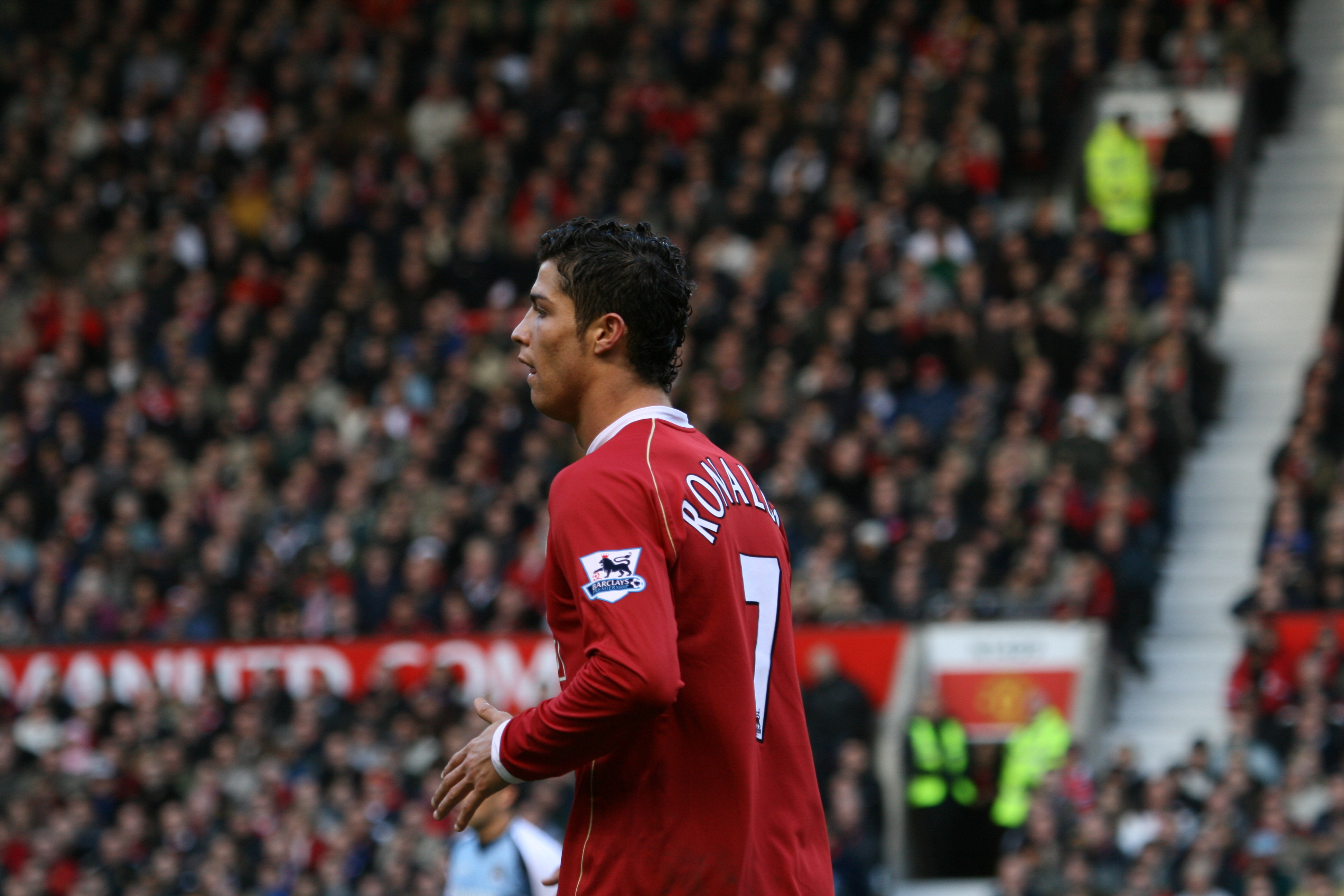
Cristiano jugando para el United en 2007.

#### Asentamiento como el mejor jugador del mundo y conquista de Europa (2007-08)
En los cuartos de final de la Liga de Campeones de 2006-07, Ronaldo anotó sus primeros goles en su trigésima aparición en la competencia, con un doblete en la victoria por 7-1 a la Roma. Luego anotaría en la ida de las semifinales ante el Milan en sólo cuatro minutos de partido, que acabaría en una victoria 3-2, aunque la derrota por 3-0 en San Siro los echó de la competición. También ayudó al United a alcanzar la final de la FA Cup, pero el partido decisivo ante el Chelsea terminó en una derrota 1-0. Cristiano anotó el único gol en el derbi de Mánchester el 5 de mayo de 2007 (su gol número 50 con el club), el día que el Manchester United reclamó su primer título de la Premier League tras cuatro años de sequía. Como resultado de sus actuaciones, fue galardonado por la PFA con los premios a «Jugador del año», «Jugador favorito de los fans», y «Jugador joven del año», y por la FWA al «Jugador del año», siendo el primero jugador en obtener los cuatro premios por la PFA y FWA. También el diario portugués A Bola le otorgó el título de «Deportista portugués del año» por su importante contribución a la expansión del fútbol portugués por el mundo. Al mismo tiempo, su salario en el club se elevó a £120,000 euros por semana (£31 millones en total) como parte de una extensión de contrato de cinco años con el United. Ronaldo fue segundo en la votación al Balón de Oro, detrás de Kaká, y terminó tercero en el premio al Jugador Mundial de la FIFA, por detrás de Lionel Messi y Kaká.

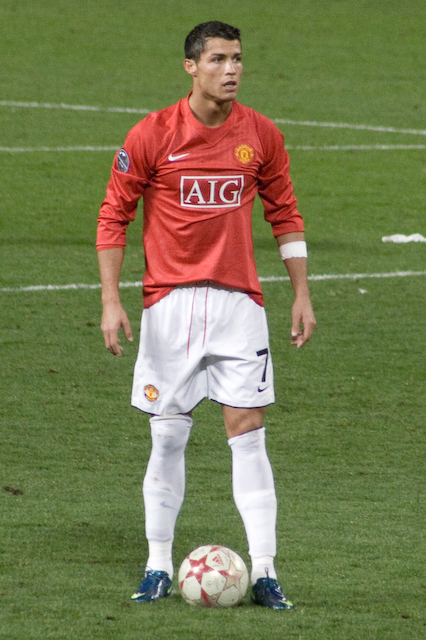
Cristiano Ronaldo durante su temporada de Balón de Oro en Manchester United.

El 5 de agosto, sumó un nuevo título a sus vitrinas al conquistar la Community Shield tras vencer en la tanda de penaltis al Chelsea, y tras un nuevo dudoso inicio de torneo, amplió sus números hasta convertirse en el extremo que más goles ha marcado en una misma temporada en el United, superando la marca de 32 goles establecida por el norirlandés George Best en la temporada 1967-68. Anotó su primer triplete de dos con el Manchester el 12 de enero de 2008 al Newcastle United en una victoria por 6-0, que llevó al United a la cabeza de la clasificación. Un mes más tarde, el 19 de marzo, capitaneó al equipo por primera vez en una victoria en casa ante el Bolton, anotando un doblete. Sus treinta y un goles le dieron la Bota de Oro de la Premier League por primera vez, así como también la Bota de Oro de Europa, el primer extremo en conseguirlo. Además, también ganó los premios PFA y FWA a «Jugador del año» por segunda temporada consecutiva.
Sus actuaciones lo llevaron por fin a una final europea el 21 de mayo de 2008, cuando disputó la final de la Liga de Campeones frente al Chelsea, en la primera final inglesa de la historia. Fue el autor del único gol de su club en el empate final, por lo que el partido se decidió en los penaltis. Ronaldo erró, pero los fallos de John Terry y de Nicolas Anelka le dieron su primer título continental. Fue nombrado jugador del torneo y también máximo goleador del mismo. Al concluir la campaña, Cristiano Ronaldo había marcado cuarentaidós goles, treinta y uno de ellos en liga —resultado que le dejó a dos tantos de superar la marca de Ruud van Nistelrooy en la temporada 2002-03— y se proclamó vencedor de una nueva Community Shield pese a no poder participar por lesión.
Durante el verano de 2008, se especuló sobre su posible salida al Real Madrid C. F., club que siempre mostró mayor interés por el futbolista. Sin embargo, las negociaciones se pospusieron para la temporada siguiente firmando un precontrato en diciembre de 2008. El United presentó una denuncia por manipulación ante el organismo rector de la FIFA por la supuesta persecución de su jugador por parte del Madrid, pero se negaron a tomar medidas. El presidente de la FIFA, Joseph Blatter, afirmó que el jugador debería poder dejar su club, describiendo la situación como «esclavitud moderna». A pesar de que Ronaldo estuvo de acuerdo públicamente con Blatter, permaneció en el United un año más.

#### Última temporada en Inglaterra y éxito continuo (2008-09)

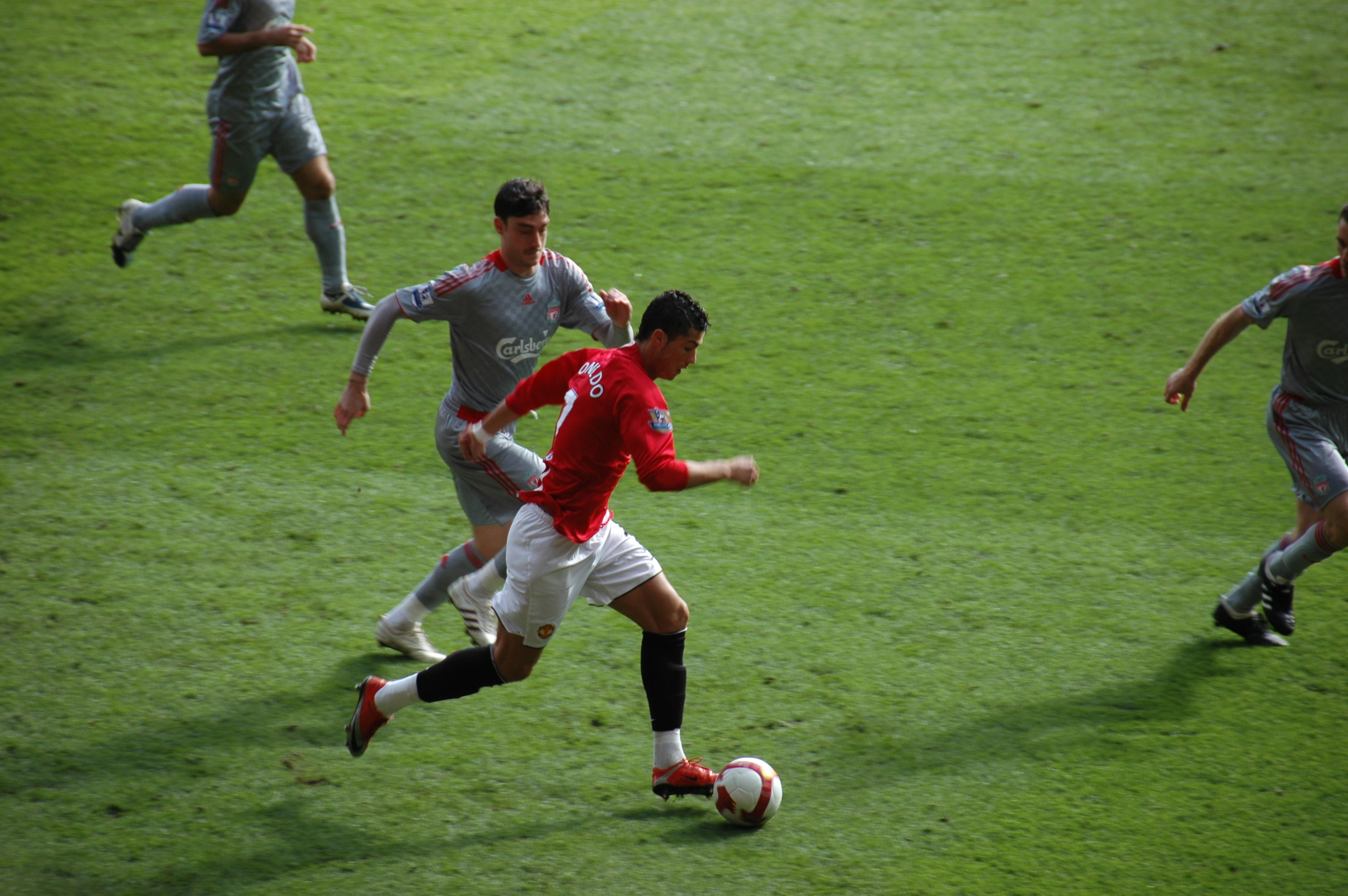
Ronaldo enfrentando a Liverpool en su última temporada en Mánchester.

Con la temporada 2008-09 por delante, Ronaldo sufrió una lesión de tobillo que lo mantendría fuera de los terrenos de juego hasta octubre. Su recuperación llegó antes, y anotó su centésimo gol con los red devils en todas las competencias en un doblete de tiro libre en la victoria por 5-0 ante el Stoke City el 15 de noviembre. Con aquellos tantos, consiguió marcar gol a los diecinueve equipos de la Premier League. Sobre el cierre de 2008 ganó la Copa Mundial de Clubes a la Liga de Quito, y fue el segundo mejor jugador del torneo por detrás de su compañero Wayne Rooney. Se lo galardonó con el FIFA World Player, el Once de Oro y el Balón de Oro, premio que no conseguía un jugador del conjunto de Mánchester desde hacía cuatro décadas.
Hizo uno de los goles más bellos en su carrera en el partido de Liga de Campeones frente a su antiguo rival, el Porto, al anotar desde más de treinta y cinco metros. El gol le confirió el Premio Puskás al mejor gol del año. Su alto rendimiento llevó al club a disputar su segunda final de la Liga de Campeones de manera consecutiva. En ella fueron derrotados por el F. C. Barcelona por 2-0, aunque sí fue capaz de retener el título de la Premier League. Finalizó la temporada con un registro de 54 partidos y 24 goles con el United, y con un registro total de 118 goles en 292 partidos.

### Real Madrid C. F.

#### Traspaso más caro de la historia y primer año en España (2009-2010)

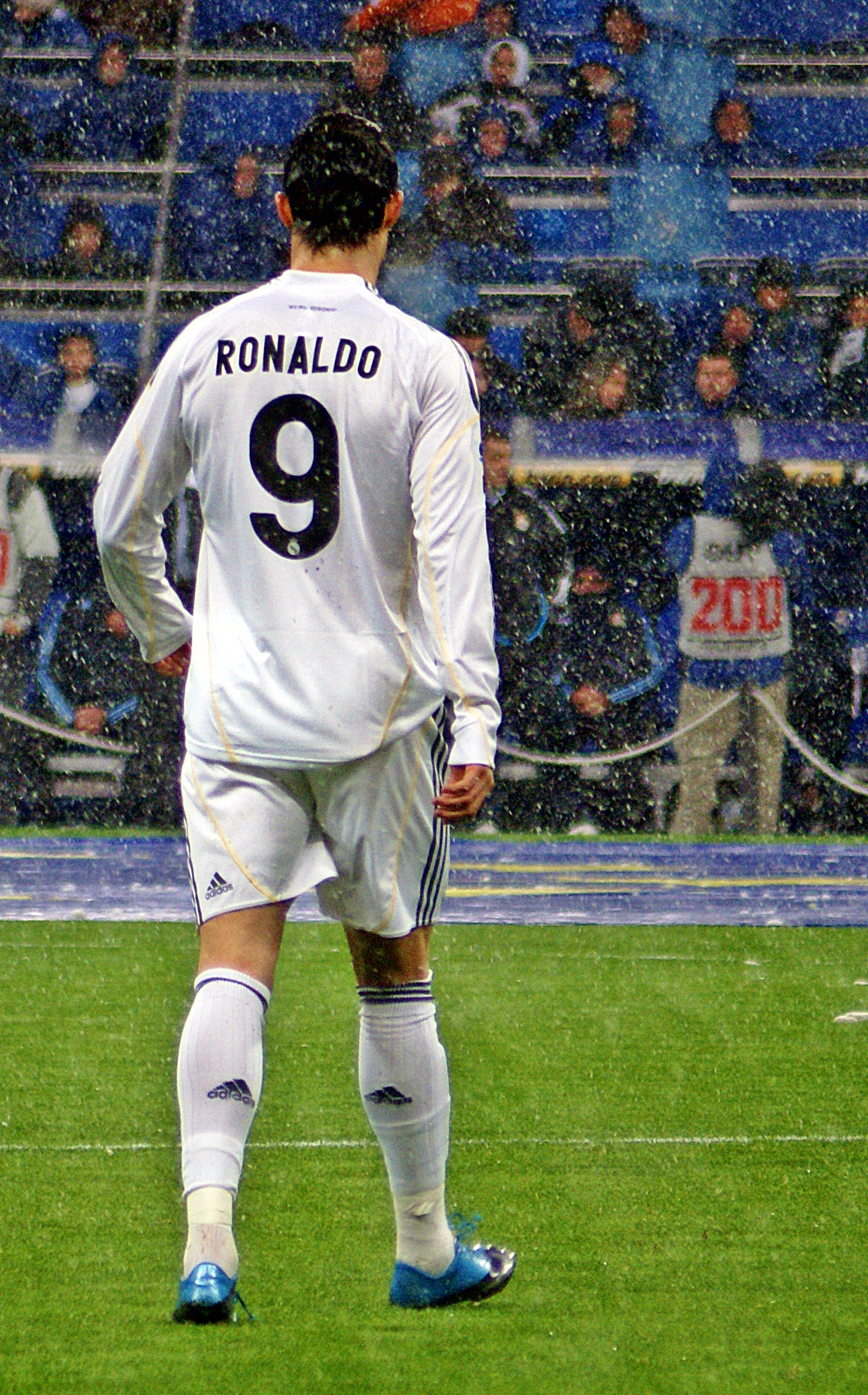
Como su clásico dorsal 7 no estaba disponible, Ronaldo ocupó la 9 en su primera temporada en España.

El 11 de junio de 2009, el club inglés aceptó la oferta de £80 millones del Real Madrid. Fue el traspaso más caro en la historia hasta la fecha —superado luego por el de Neymar del FC Barcelona al PSG por 222 millones de euros—. Casi 80.000 personas asistieron a su presentación, con lo que superó los 75 mil aficionados que habían asistido a la presentación de Diego Maradona en el Napoli veinticinco años atrás. Debido a que Raúl ocupaba el dorsal 7, a Cristiano se le asignó el 9, que había llevado Alfredo Di Stéfano. Fue Cristiano uno de los jugadores que fichó la nueva junta directiva de Florentino Pérez, quien también incorporó a Kaká, Karim Benzema o Xabi Alonso, y trajo de entrenador al chileno Manuel Pellegrini por su buena temporada en el Villarreal CF.
Debutó el 21 de julio ante el Shamrock Rovers irlandés durante la pretemporada, y anotó sus primeros goles de blanco en la Copa de la Paz 2009 frente a la Liga de Quito de Ecuador y la Juventus. Sus debuts oficiales se produjeron en un partido de Liga frente al Deportivo de La Coruña, donde marcó un gol en la victoria de su equipo por 3-2, y en un partido de Liga de Campeones frente al Zürich, donde anotó dos goles en la victoria por 2-5. Fue el primer jugador de la historia del Madrid en marcar en sus cuatro primeros partidos. Su fuerte inicio de campaña se vio interrumpido por una lesión en octubre mientras estaba con la selección portuguesa, lo que lo mantuvo afuera por siete semanas. Una semana después de su vuelta, recibió una tarjeta roja por primera vez en España en la victoria ante el Almería por 4-2. El conjunto indálico había remontado el encuentro tras ir perdiendo por un gol de Sergio Ramos a asistencia de Ronaldo. Cristiano provocó un penalti que falló, aunque Benzema aprovechó el rechace del guardameta para poner de nuevo al Madrid en ventaja. El gol definitivo lo marcó Cristiano en un contragolpe, y se quitó la camiseta al celebrarlo, lo que le costó la amarilla. Pocos minutos después, hizo una dura falta a Juanma Ortiz que le granjeó la expulsión. A mediados de la temporada, quedó segundo en la votación por el Balón de Oro, por detrás de Lionel Messi, otra joven estrella emergente, jugador del F.C Barcelona, y su principal competidor en su etapa en España.
Sus registros siguieron aumentando y anotó su primer triplete con el Real Madrid el 5 de mayo de 2010 contra el Mallorca. Sin embargo, pese a sus grandes actuaciones en las que llegó a anotar 33 goles en 35 partidos disputados, que lo hizo ser el máximo goleador del equipo, el club no pudo ganar ningún título. El mejor promedio goleador de Ronaldo, a casi un gol por partido, no fue suficiente para superar los octavos de final de la Liga de Campeones, ni los dieciseisavos de final de la Copa del Rey —en la que no pudo debutar por lesión—, donde el club sufrió dos dolorosas eliminaciones en sendas competiciones en las que llevaba tiempo sin poder llegar a las fases finales.

#### Bajo la órdenes de Mourinho: campeón de Liga y récords goleadores (2010-2013)

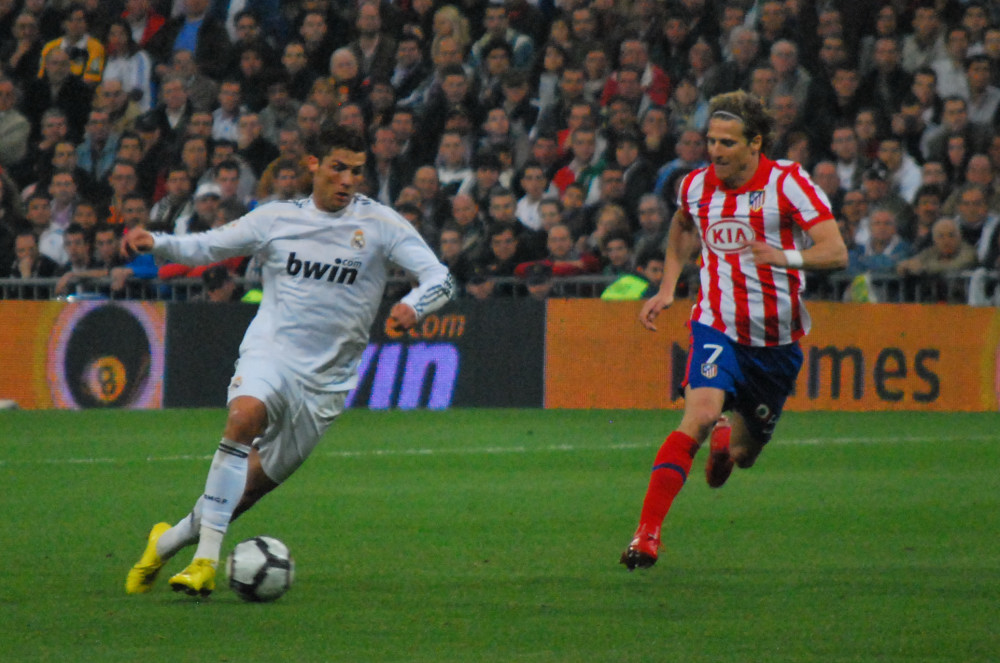
Ronaldo y Diego Forlán en un derbi madrileño en el Estadio Santiago Bernabéu.

Con la salida del capitán Raúl, Ronaldo heredó su clásico dorsal «7», con el que tendría un espectacular comienzo goleador. Entre sus actuaciones, destacó la realizada contra el Racing de Santander, partido que acabó 6-1 para los blancos y en el que anotó por primera vez en su carrera cuatro goles en un partido, dentro de un octubre espectacular, en el que marcó trece goles en 6 seis partidos consecutivos, su mejor registro en un mes natural. Para inicios de diciembre, su progresión parecía no terminar y se situó con más de 20 goles en menos de 20 partidos en todas las competiciones, terminando el año 2010 con el mejor registro de su carrera, 48 goles en total, que fueron 13 más de los que logró en 2008 con el Manchester United. Sin embargo, a pesar de sus increíbles números, no logró entrar en el podio del Balón de Oro de la FIFA en su edición inaugural. El 3 de marzo, en el partido contra el Málaga, el jugador anotó su quinto triplete de la temporada, destrozando sus registros en el Manchester United, en el que sólo había conseguido uno en seis años.
Durante una histórica seguidilla de cuatro Clásicos en 2011, en la que se produjo un gran choque mediático entre los entrenadores, José Mourinho y Pep Guardiola, por cuestiones deportivas y personales, también la prensa y los aficionados tenían grandes expectativas por la rivalidad entre Cristiano, que parecía un jugador más individualista, y Messi, más bien un jugador de equipo. A pesar de fallar en su intento de anotar en la eliminación ante los culés en las semifinales de la Liga de Campeones, Cristiano sí pudo empatar en el partido de Liga y logró meter un histórico cabezazo en el tiempo extra de la final de la Copa del Rey que le dio su primer título con el Real Madrid.
Sus registros aumentaron con un espectacular final de Liga, donde anotó a domicilio frente al Sevilla otro póker, un nuevo triplete frente al Getafe, y cuatro más en total en otros dos partidos que dejarían su marca personal en cuarenta goles, con los que superó los registros históricos de Hugo Sánchez y Telmo Zarra de treintaiocho en una temporada de Liga. Aun así, el campeonato cayó de nuevo en manos del Barcelona. Terminó la temporada con 53 goles en 54 partidos en toda competición, récord que compartió junto al argentino Lionel Messi. Además de ganar el Trofeo Pichichi, Cristiano volvió a ganar la Bota de Oro por segunda vez, convirtiéndose en el único jugador en ganar el premio en dos ligas diferentes.

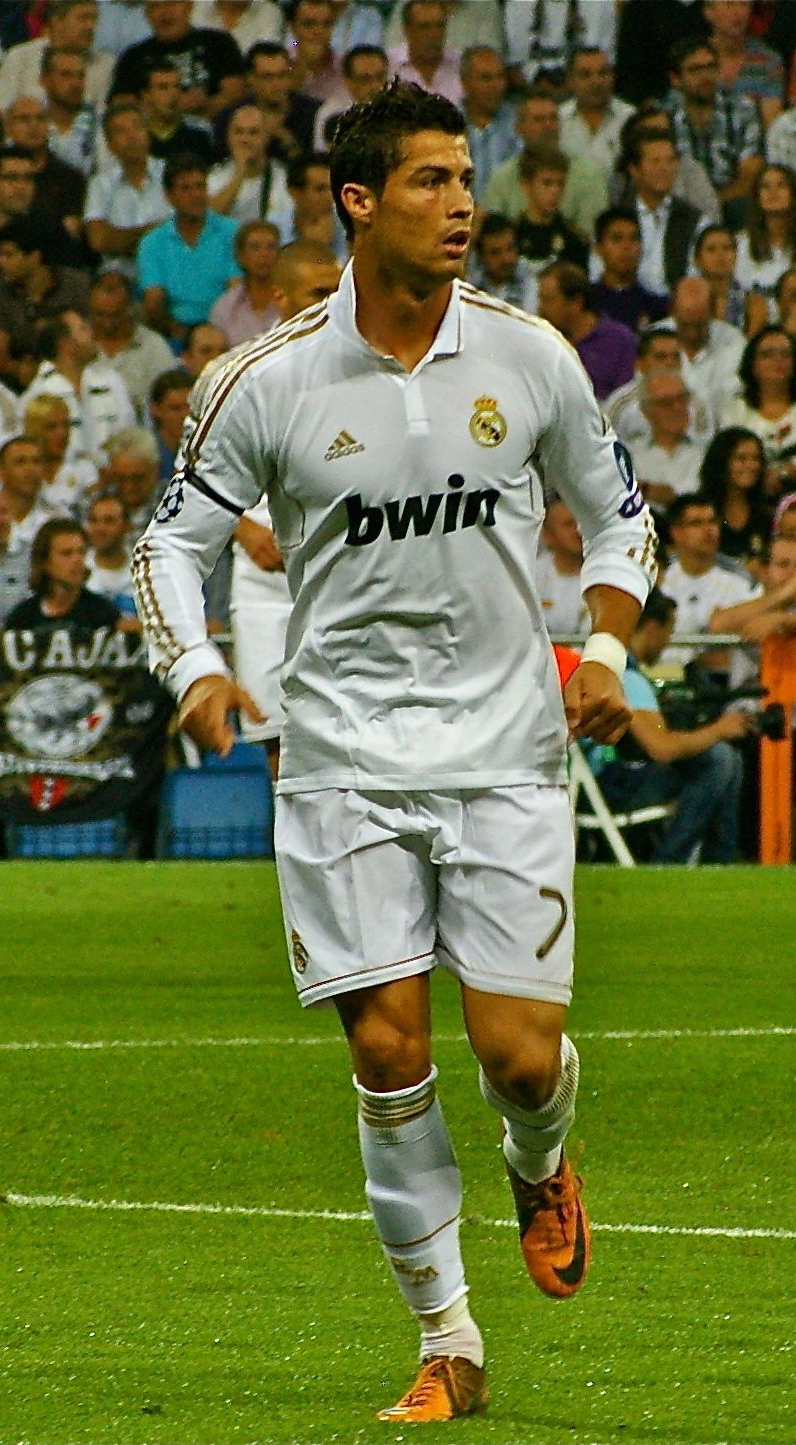
Ronaldo anotó 46 goles en la obtención de la Liga durante su tercera temporada en España.

En la siguiente temporada, la 2011-12, superó sus propios registros al alcanzar los sesenta goles en todas las competencias, su mejor marca personal. Quedó segundo en el podio del Balón de Oro 2011, tras anotarle tripletes al Real Zaragoza, Rayo Vallecano, Málaga, Osasuna, y Sevilla. Con aquella exhibición, el Madrid escalaba a la cabeza de la clasificación a mitad de temporada. Acabó el año 2011 con veinte goles en Liga, quince de ellos repartidos en cinco tripletes. No paró de marcar con el cambio de año, pues marcó un gol en la ida de los cuartos de final de Copa del Rey ante el Barcelona, y repitió en el partido de vuelta, dando inicio así a una histórica racha goleadora frente a los culés que siguió el 21 de abril en Liga, cuando su gol en el Camp Nou sentenció prácticamente la Liga en favor de los blancos tras la victoria por 1-2. Tres días después marcó un doblete en la vuelta de semifinales de la Liga de Campeones ante el Bayern Múnich, pese a lo cual no pudo evitarse una tanda de penaltis en la que el Real Madrid se vio privado de la final europea. Sin embargo, sus goles sí sirvieron para que el club alzase el título doméstico el 2 de mayo tras vencer por 0-3 al Athletic Club en el estadio San Mamés. La «Liga de los récords», como se la recuerda al haberse superado la marca de los 100 puntos y establecer un récord de 121 goles, cortó cuatro años de sequía en la competición. Con sus 46 goles en el campeonato, se convirtió en el primer futbolista en anotar 40 goles o más en dos temporadas consecutivas de Liga, además de ser el primero en la historia en marcarle a todos los equipos.
Comenzó la temporada 2012-13 marcando en la ida de la Supercopa de España ante el Barcelona en su estadio, convirtiéndose en el único madridista de la historia que conseguía marcar en cuatro visitas consecutivas al campo barcelonista. En el partido de vuelta, en el que conquistó el título de la Supercopa, el luso volvió a hacer un gol, igualando así el récord del chileno Iván Zamorano, único futbolista hasta el momento capaz de anotar en cinco «Clásicos» consecutivos, y que superó el 7 de octubre cuando en Liga le marcó un doblete a los catalanes para superar ahora sí el registro del sudamericano y anotar por sexto clásico seguido, algo que nadie nunca había hecho antes. A pesar de que Ronaldo comentó públicamente de que se sentía infeliz debido a un «problema personal» con el club, que demostró al no celebrar su gol 150 para el Madrid, sus registros goleadores no sufrieron. Después de anotarle un triplete, incluidos dos penaltis, al RCD La Coruña, Cristiano anotó su primer triplete en la Liga de Campeones en una victoria por 4-1 ante el Ajax. Sus actuaciones volvieron a colocarlo segundo en el Balón de Oro 2012, premio que obtuvo Messi por cuarta vez consecutiva.
Tras el parón invernal, Ronaldo capitaneó al Real Madrid por primera vez en un partido oficial, anotando un doblete en una sufrida victoria por 4-3 ante la Real Sociedad el 6 de enero. Poco tiempo después, se convirtió en el primer jugador no español en sesenta años en capitanear al club durante El Clásico del 30 de enero de 2013, su 500.º partido a nivel de clubes. Tres días después, alcanzó los trescientos goles a nivel general luego de anotarle un triplete al Getafe. Cristiano ayudó al Real Madrid a alcanzar la final de la Copa del Rey 2013 tras anotar un doblete en El Clásico por las semifinales, el cual marcó su séptimo partido consecutivo en el Camp Nou donde marcó, un récord del club. En la final, anotó el gol inicial del partido con un cabezazo en la derrota por 2-1 ante el Atlético de Madrid, partido en el que acabó expulsado por una falta a Gabi. En los octavos de final de la Champions League, Cristiano se enfrentó por primera vez ante su ex equipo. Tras anotar el gol del 1-1 en el Santiago Bernabéu, con un cabezazo donde llegó a saltar casi 3 metros, en la vuelta marcó el gol de la victoria por 2-1 en su regreso a Old Trafford. No celebró ninguno de los goles que anotó por respeto a su antiguo club. Después de anotarle tres goles al Galatasaray en los cuartos de final, Ronaldo anotó el único gol del Madrid en la derrota por 4-1 ante el Borussia Dortmund en la ida de las semifinales, que acabaría desembocando en la eventual eliminación de los madrileños, cuya infructuosa victoria en Madrid por 2-0 apeó al conjunto merengue de la competición en esa ronda por tercer año consecutivo.

#### Los años de Carlo Ancelotti:La Décimay dos Balones de Oro consecutivos (2013-2015)

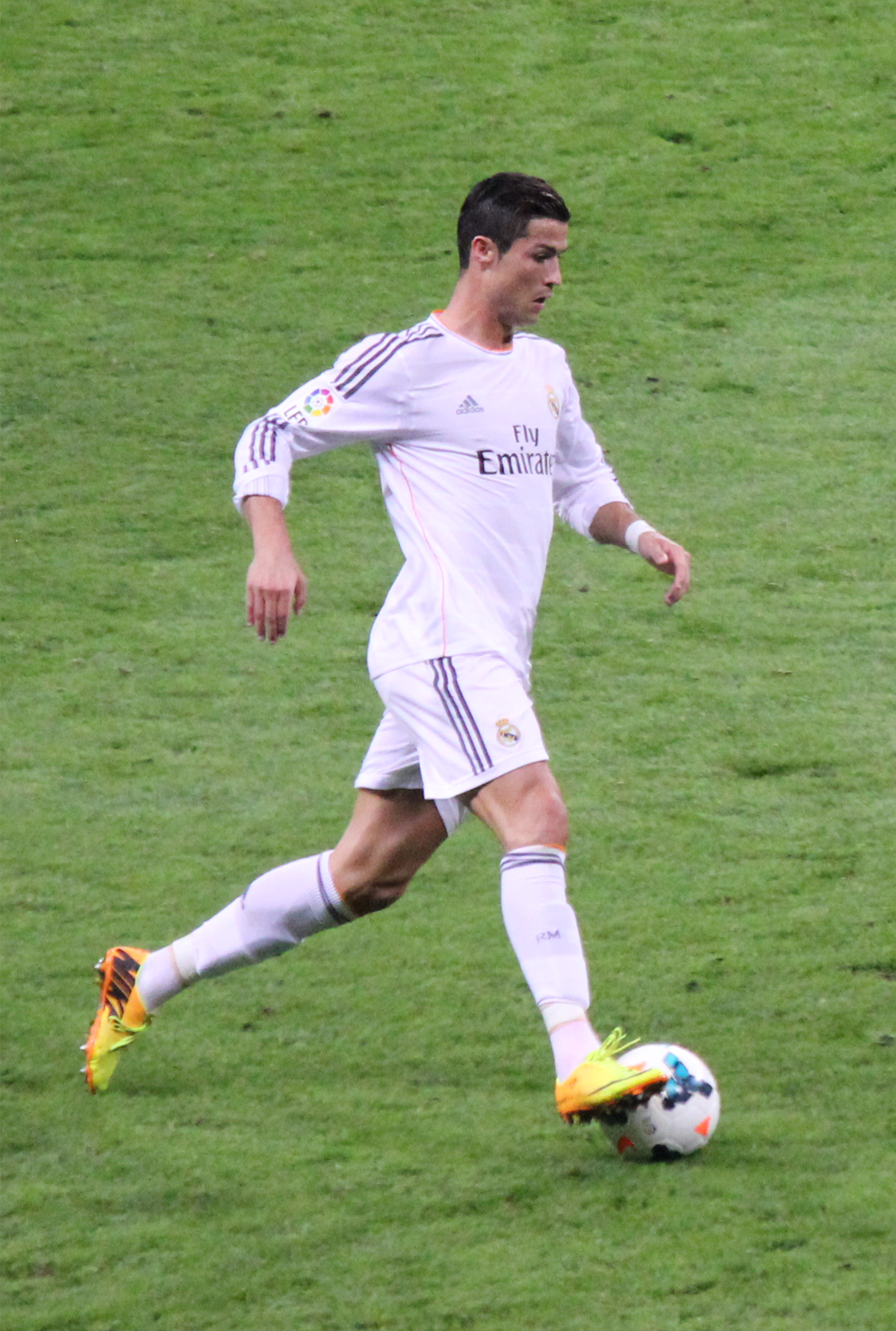
Ronaldo contra el Atlético de Madrid el 28 de septiembre de 2013.

Luego de una decepcionante temporada sin títulos, el técnico italiano Carlo Ancelotti, que había obtenido unos resultados excelentes en su etapa en el AC Milan, sustituyó a Mourinho. El 15 de septiembre de 2013, se anunció la renovación de Cristiano con el club, ampliándose el contrato hasta el final de la temporada 2017-18, con un salario de 17 millones de euros netos, convirtiéndolo en el futbolista mejor pagado del mundo. Para el inicio de la temporada 2013-14, el club fichó al extremo Gareth Bale, quien en su traspaso superó el récord de Ronaldo como el fichaje más caro de la historia, al pagarse por el galés más de 100 millones de euros. Junto al delantero francés Karim Benzema, los tres delanteros formaron un tridente popularizado como la «BBC», acrónimo de Bale, Benzema y Cristiano. Ronaldo anotó 32 goles en 22 partidos jugados para el club y la selección a mediados de noviembre de 2013, incluyendo cinco tripletes. El portugués cerró 2013 con 69 goles en 59 apariciones, su mayor registro al final de un año, y obtuvo su segundo Balón de Oro luego de cuatro años, y el primero desde la fusión de los trofeos del Balón de Oro y el Jugador Mundial de la FIFA.

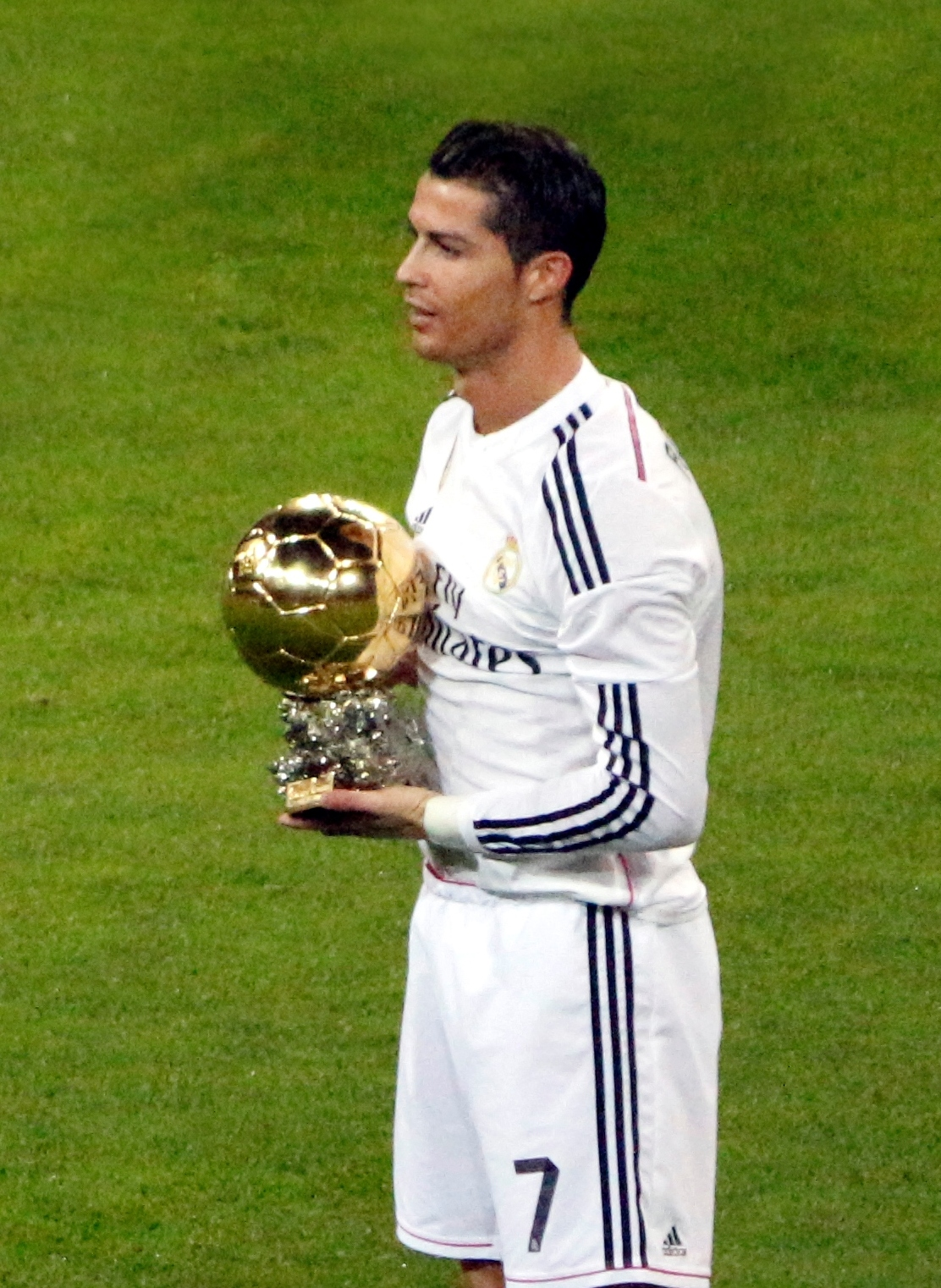
Cristiano posa junto a su segundo Balón de Oro, 2014

Con sus logros a nivel individual, Cristiano finalmente obtendría éxito con el Real Madrid tras ganar La Décima, el décimo trofeo de la Champions League para el Real Madrid, que el club ansiaba desde hacía doce años. Su gol en la victoria por 3-0 ante el Borussia Dortmund (su centésimo partido en la Champions) significó su decimocuarto gol en la edición, rompiendo el récord que Messi había establecido dos años antes. Después de anotar un doblete en la histórica victoria por 4-0 al Bayern Múnich de Guardiola en Alemania, Ronaldo anotó el último gol de penal en tiempo extra en la final ante el Atlético de Madrid en Lisboa, convirtiéndose en el único jugador en lograr anotar en dos finales victoriosas de Copa de Europa con dos equipos distintos. En esa edición, Cristiano se convertiría en el máximo goleador histórico en una edición de la Champions, con 17 goles. Una tendinitis rotuliana y un desgarro en el tendón, que lo molestó en los últimos meses de la campaña, frenaron su rendimiento. Ronaldo jugó en la final a pesar de que el médico se lo desaconsejara, ante lo que dijo que «en la vida no se gana sin sacrificios, por eso debes tomar riesgos».
En la Copa del Rey ayudó al equipo a alcanzar la final luego de anotar dos penales al Atlético de Madrid en el Vicente Calderón, lo cual significó que Ronaldo logró notar en cada minuto de los 90 de un partido regular. Sus problemas con sus lesiones le impidieron estar presente en la victoria en la final ante el Barcelona. Por la Liga el luso anotaría 31 goles en 30 partidos, consiguiendo el Pichichi y su tercera Bota de Oro, esta vez en conjunto con Luis Suárez. Su gol de volea de tacón contra el Valencia fue el mejor tanto de la temporada a juicio de la Liga, quien además lo nombró el mejor jugador de la competición. 
Durante su temporada 2014-15, Ronaldo estableció una nueva marca personal al anotar 61 goles en todas las competencias, además de lograr su mejor arranque goleador en liga, con 15 goles en los primeros ocho encuentros. Su 23.er hat-trick en La Liga ante el Celta de Vigo el 6 de septiembre de 2015 lo convirtió en el jugador más rápido en llegar a 200 goles en la Primera División de España, al solo lograr la marca en su 178.º partido. Luego de lograr el Mundial de Clubes ante San Lorenzo, Cristiano obtuvo su segundo Balón de Oro consecutivo, entrando en la lista junto a Johan Cruyff, Michel Platini y Marco van Basten de ser ganadores del galardón en tres ocasiones. Dos días después, la Federación Portuguesa de Fútbol le entregó la «Quina de Ouro» que lo acredita como mejor futbolista portugués de la historia, por encima de Eusébio y Luís Figo.

#### El trienio de Zidane: máximo goleador histórico y tricampeón de la Champions (2015-2018)

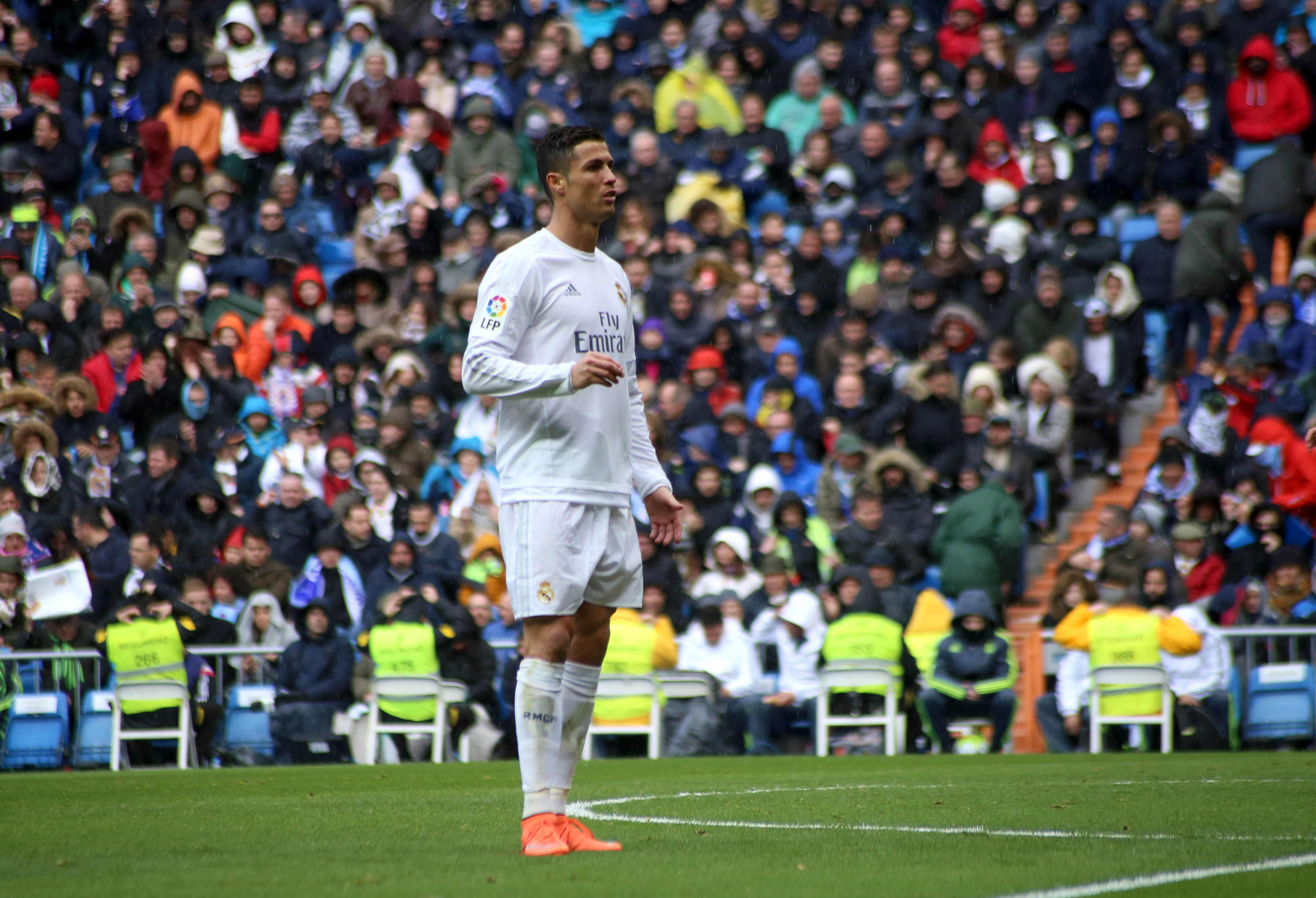
Cristiano Ronaldo ante el Celta de Vigo (2016).

El Madrid acabó aquella temporada segundo en La Liga, y cayó eliminado en semifinales de la Liga de Campeones contra la Juventus. En el campeonato doméstico, anotó por primera vez cinco goles en su carrera, incluido un triplete en ocho minutos, en la victoria 9-1 al Granada. Convirtió su tricentésimo gol para su club tan sólo tres días después, en una victoria 2-0 al Rayo Vallecano. Varios tripletes seguidos, como al Sevilla, Espanyol y Getafe llevaron su marca a los 31, con los que superó a Di Stéfano de 28. Cristiano terminaría esa temporada con 48 goles, ganó su segundo Pichichi consecutivo y su cuarta Bota de Oro, marca récord.

##### Temporada 2015-16: de la crisis en el banquillo a la Undécima
Para la temporada 2015-16, Rafa Benítez, proveniente del Napoli, sustituyó al entrenador italiano por la sequía de aquel año. En ella, Ronaldo se convirtió en el máximo goleador histórico del club, primero en la Liga y luego en todas las competencias. El 12 de septiembre anotó cinco goles al Espanyol, superando la marca de Raúl con 230 goles en Liga. Un mes después, el 17 de octubre volvió a superar a Raúl cuando anotó el segundo gol al Levante para superar su total histórico, con 324 goles. Además, Ronaldo se convirtió en el máximo goleador histórico de la máxima competición europea luego de anotar un triplete al Shajtar Donetsk. Además llegó a los 500 goles en club y país el 30 de septiembre luego de dos goles al Malmö.

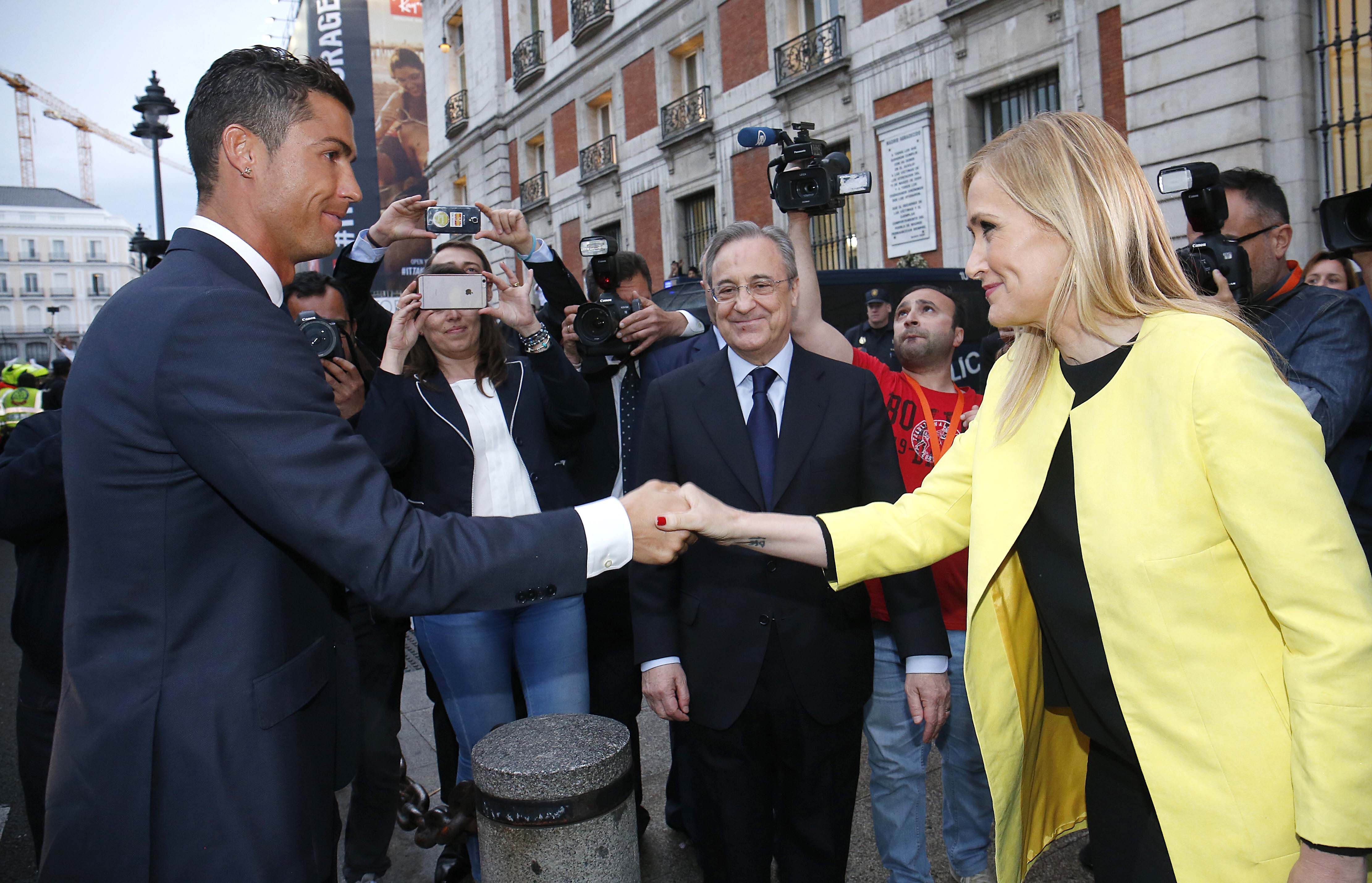
Cristiano junto a Cristina Cifuentes, presidenta de la comunidad de Madrid, luego de conseguir la Undécima.

A pesar de seguir obteniendo récords, el Madrid menguó en su rendimiento tras las dolorosas derrotas ante Sevilla y FC Barcelona, tras las que cayó al tercer puesto de la tabla tras unas primeras diez jornadas con siete victorias y tres empates. A cuatro puntos del líder, el conjunto blanco prescindió de los servicios de Rafa Benítez y recurrió a Zinedine Zidane, quien entrenaba al Castilla. Siguiendo dichos registros, Cristiano se colocó como segundo máximo goleador en la historia del campeonato nacional el 5 de marzo de 2016 tras superar los 250 goles logrados por Telmo Zarra, y por detrás de Messi. En la eliminatoria europea contra el VfL Wolfsburg, disputada en abril, fue clave ya que consiguió un triplete en el partido de vuelta, luego de haber perdido la ida por 2 a 0, llegando así a los 15 goles en cuartos de final de la competición, superando el registro de Alfredo Di Stéfano, que estaba en 14. Gracias a su triplete, se convirtió en el máximo goleador de la edición por cuarta vez consecutiva, y su quinta en total. Decepcionó, no obstante, en la final de la Liga de Campeones, a pesar de que anotó el penal definitivo para la victoria del Real Madrid ante el Atlético de Madrid. Por sexto año consecutivo, acabó la temporada anotando más de medio centenar de goles. Por sus esfuerzos en al temporada ganó el premio al Mejor Jugador de Europa por segunda vez.

##### Temporada 2016-17: cuatruplete histórico y segunda Liga de Campeones consecutiva
Cristiano regresaba de conseguir el primer título internacional en la historia de Portugal, pero en la final ante Francia había sufrido una lesión, por lo que se perdió la Supercopa de Europa ante el Sevilla. En noviembre amplió su contrato con el Real Madrid hasta 2021. En diciembre se convirtió en el máximo goleador de la historia del derbi madrileño luego de anotarle un triplete al Atleti, con 18 goles. El 15 de diciembre alcanzó los 500 goles a nivel clubes, luego de convertirle al América por el Mundial de Clubes. En la final del torneo, anotó un triplete al Kashima Antlers para la victoria por 4-2, que lo convirtió en el máximo goleador de la competición y en su mejor jugador. Para inicios de 2017, ganó su quinto Balón de Oro, y el primer FIFA The Best, una resurrección del antiguo Jugador Mundial de la FIFA.
En la Liga de Campeones, alcanzó uno de los mejores estados de forma de su carrera. En la ida de los cuartos de final ante el Bayern Múnich, luego de que el Madrid empezara perdiendo, Cristiano anotó un doblete que puso en ventaja en la serie al equipo merengue. En la vuelta, los bávaros forzaron la prórroga, en la que Cristiano remató el partido con un triplete perfecto, que además le hizo lograr el centenar de goles en la competencia. En cuartos de final se reeditó otro derbi madrileño ante el Atlético de Madrid. Cristiano tuvo un partido sobresaliente, y despachó al equipo del Cholo Simeone con otro triplete. En la final ante la Juventus, abrió el marcador, y luego anotaría el tercer gol del 4-1 final, doblete que cerró su participación con doce goles, superando por quinta vez consecutiva la decena de goles en la competición y proclamándose máximo goleador, primer y único jugador en lograr ambos registros hasta la fecha. Bajo el nuevo formato se convirtió en el primer jugador en anotar en tres finales, superado en el histórico de la Copa de Europa (contando ediciones bajo el formato antiguo) únicamente por Alfredo Di Stéfano, quien anotó en cinco finales.
El 14 de mayo, llegó a los 400 goles con el club blanco, y los sobrepasó poco después al anotar un doblete frente al Sevilla en Liga. Previamente, el jugador se convirtió en el máximo goleador histórico de las cinco grandes ligas de Europa, al superar el anterior registro del inglés Jimmy Greaves de 366 goles que databa de 1971, marca que elevó posteriormente a 373 goles. Ese mismo mes, se consagró campeón de nuevo de La Liga, la primera desde 2012, al vencer al Málaga, tras disputar 29 partidos y anotar 25 goles.

##### Temporada 2017-18: la Decimotercera y adiós al Real Madrid

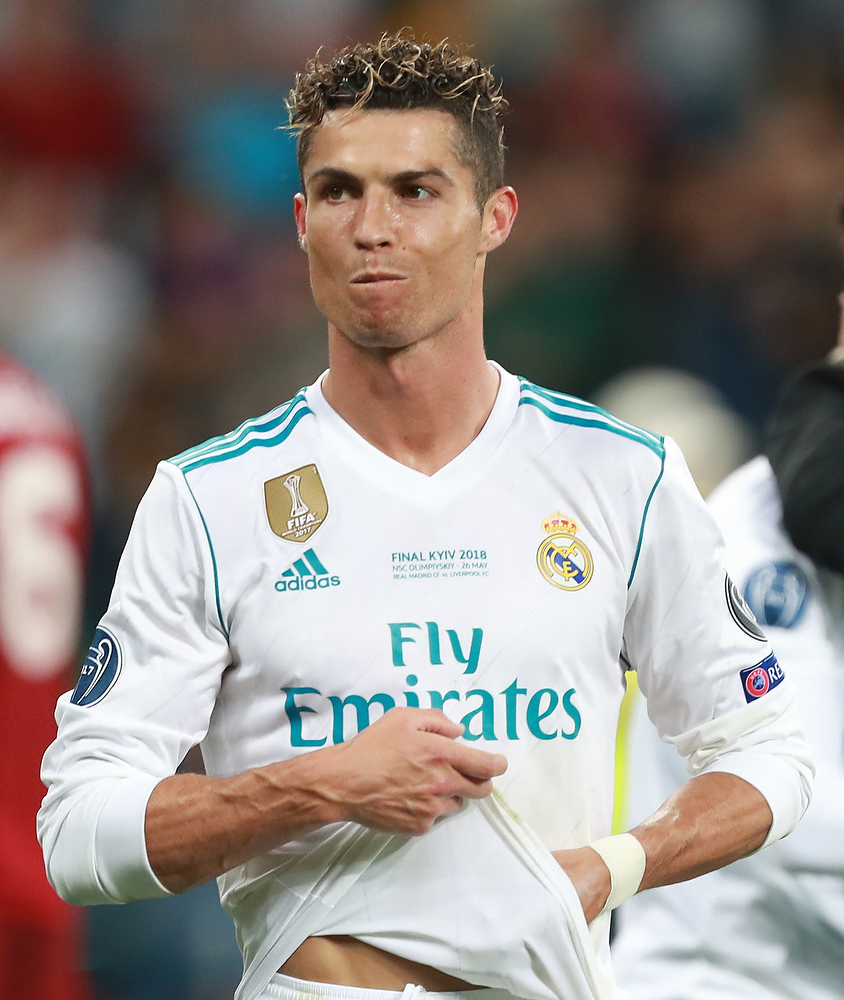
Cristiano en la final de Kiev ante el Liverpool, su último partido en el club blanco.

La temporada 2017-18 arrancó con la victoria blanca 1-3 ante el FC Barcelona en la ida de la Supercopa de España en el Camp Nou, en la que el luso marcó un gol y en la que acabó expulsado luego de una supuesta agresión al árbitro. El título acabó en las vitrinas del Bernabéu tras la victoria merengue por 2-0 en una vuelta en la que Cristiano no pudo participar por la evidente sanción. Esto lo privó de participar en las primeras cuatro jornadas de Liga, en las que el club acabó sexto. En toda la primera vuelta, sólo cosechó cuatro goles, lo que se notó en el rendimiento general del conjunto blanco, que en la decimoctava jornada aún se encontraba en la cuarta posición. Aun así, el 23 de octubre obtuvo su segundo premio The Best. Contrastó la falta de efectividad liguera con la inspiración que demostró ante las porterías europeas. Con nueve goles en seis partidos, se convirtió en el primer jugador en lograr anotar en los seis partidos de la fase de grupos de la Liga de Campeones con tres dobletes ante Borussia Dortmund y Apoel. Una semana después, convirtió un gol de tiro libre en la final del Mundial de Clubes que el Real Madrid venció al Gremio. El 3 de marzo, alcanzó los 300 goles en Liga luego de 286 partidos, siendo el más rápido en lograr dicha marca y sólo el segundo jugador en hacerlo después de Messi. El 18 de marzo alcanzó su 50.º triplete, convirtiendo cuatro goles al Girona. Sin embargo, el club blanco quedó tercero en la clasificación y sólo tres puntos por encima del cuarto clasificado, el Valencia, tras haber acusado falta de efectividad fuera de casa.
El 3 de abril, Cristiano convirtió los dos primeros goles en la victoria 3-0 ante la Juventus por los cuartos de final de la Liga de Campeones, siendo el segundo de «chilena». Descrito como un gol de «PlayStation» por el defensor juventino Andrea Barzagli, y uno de los mejores de la historia del torneo, todo el estadio ovacionó al portugués, incluido jugadores y entrenadores. Por la vuelta de la serie, anotó el penal decisivo sobre el tiempo extra para darle el pase al Madrid a semifinales, luego de ir perdiendo 3-0, con una victoria global de 4 a 3. Fue además su décimo gol a la Juventus por la Champions League, un récord en la competencia. En la final, el Real Madrid derrotó 3-1 al Liverpool, significando la quinta Champions para Cristiano en su palmarés total, y la decimotercera para el club. Acabó como máximo goleador de la edición por sexta vez consecutiva, finalizando la campaña con 15 goles. En una conferencia de prensa tras el partido, Cristiano insinuó que su etapa en el club podía haber llegado a su fin, luego de coronarse tricampeón de la Copa de Europa.

### Juventus F. C.

#### Adaptación y primer título de Serie A (2018-19)
A pesar de haber estado meses negociando un nuevo contrato con la entidad blanca, el 10 de julio de 2018 Cristiano firmó un contrato por cuatro años con la Juventus de Italia tras completarse una transferencia por 100 millones de euros, que incluyeron 12 millones de euros adicionales por primas y derechos de formación. La transferencia fue la más alta hecha por un jugador mayor de 30 años, y la más cara hecha por un equipo italiano. Desde su fichaje, Ronaldo confesó que necesitaba un nuevo desafío como razón fundamental para irse de Madrid, pero luego atribuyó la transferencia al poco apoyo que sintió demostrado por el presidente del Real Madrid, Florentino Pérez.
El 18 de agosto, Cristiano hizo su debut oficial con la Juventus en una victoria 3 a 2 ante el Chievo Verona. El 16 de septiembre, marcó sus primeros dos goles con la Juventus en una victoria por 2 a 1 ante el Sassuolo, en su cuarta aparición con la Vecchia Signora; su segundo gol fue su 400.º a nivel general. El 19 de septiembre, en su primer partido por Champions League con Juventus, fue expulsado a los 29 minutos por «conducta violenta», su primera tarjeta roja en 154 partidos en la competencia. Ronaldo se retiró llorando del campo. Sin embargo, el equipo ganó 1 a 0 al Valencia y se aseguró el pasaje a octavos de final, siendo esta la 100.ª victoria de Ronaldo en el torneo. En diciembre, anotó de penal su décimo gol en Serie A de la temporada, en una victoria 3 a 0 a la Fiorentina; con este gol, Ronaldo se convirtió en el primer jugador desde John Charles en 1957 en anotar 10 goles en sus primeros 14 partidos de liga con su club. Después de ser votado segundo en los premios UEFA al Mejor Jugador en Europa y The Best por primera vez en tres años, detrás de Luka Modrić, las actuaciones de Cristiano en 2018 también lo colocaron segundo en el Balón de Oro, finalizando otra vez detrás de su excompañero del Real Madrid.
El 16 de enero de 2019, Ronaldo ganó su primer título con el club, la Supercopa Italiana de 2018, luego de que anotara el único gol ganador del partido ante el Milan. El 10 de febrero, Ronaldo anotó en una victoria por 3 a 0 de visitante ante el Sassuolo; el noveno partido consecutivo que anotó con la Juventus por la liga, que le permitió igualar el récord de Giuseppe Signori de más partidos disputados como visitante con al menos un gol anotado en una sola temporada de Serie A. El 12 de marzo, Ronaldo tuvo uno de sus momentos más icónicos en Champions, cuando le anotó un triplete como local al Atlético de Madrid para remontar un 2 a 0 de la ida de los octavos de final del torneo. El mes siguiente, Ronaldo anotó su gol 125.º en la competencia, abriendo el marcador en un empate 1 a 1 por la ida de los cuartos de final de la Juventus contra el Ajax. En el segundo partido de la serie, en Turín, Ronaldo volvió a abrir el marcador para darle ventaja a los juventinos, pero acabarían perdiendo el partido por 2 a 1 y serían eliminados de la competencia. El 20 de abril, Ronaldo disputó el partido decisivo por el scudetto ante la Fiorentina, que vería a la Juventus coronarse campeón de Italia por octava vez consecutiva, al ganar el partido 2 a 1. Esto hizo que Cristiano se volviera el primer jugador en ganar títulos de liga en España, Italia e Inglaterra. El 27 de abril, anotó su 600.º gol general en clubes, un empate 1 a 1 en el Derby d'Italia ante el clásico Inter de Milán. Finalizando su primera campaña en Serie A con 21 goles y 8 asistencias, Ronaldo fue votado como el Jugador Más Valioso de la Serie A.

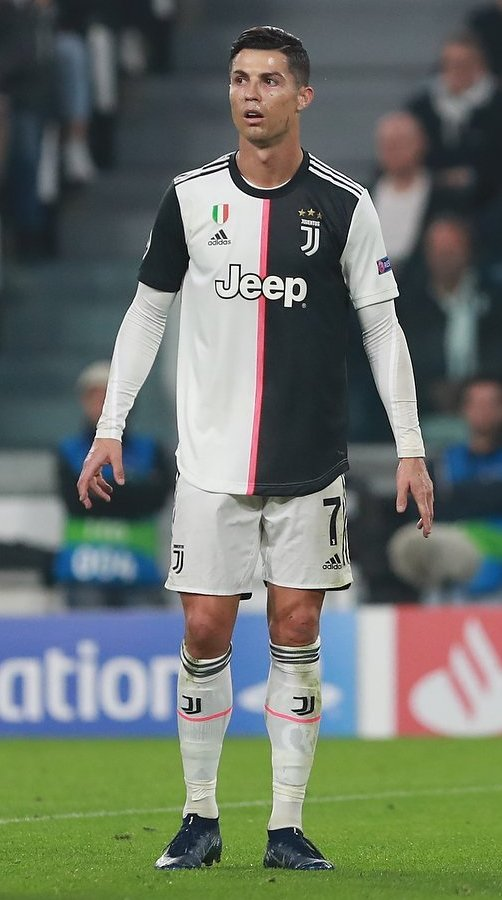
Cristiano durante su segunda temporada en Juventus.

#### Segundo título de Serie A (2019-20)
Su segunda temporada en el equipo bianconero estuvo marcada por la pandemia de COVID19, que supuso un parón de todas las competiciones entre marzo y junio de 2020. Durante el parón, Cristiano Ronaldo aceptó una rebaja de su ficha del 12% (3,8 millones de euros sobre su sueldo total de 31 millones), como medida para hacer frente a las consecuencias económicas del parón del fútbol en los clubes. En cuanto a la deportivo, el portugués consiguió hacerse con su segundo scudetto y competir, con sus 31 goles, contra el italiano Ciro Immobile (36) y el polaco Robert Lewandowski (34) hasta la última jornada por la Bota de Oro. Durante la campaña, se convirtió en el primer jugador que marca más de 50 goles en tres de las grandes competiciones del fútbol mundial: la Serie A italiana, LaLiga española y la Premier League inglesa. Pese a los logros deportivos, su equipo perdió la Supercoppa Italiana 1-3 contra la Lazio, perdió contra el Napoli por penaltis en la final de la Coppa y quedó eliminado en octavos de final de Liga de Campeones por el Olympique Lyon, lo que sería la primera vez desde 2010, en la que Ronaldo no superaba esa ronda de la competición.

#### 100 goles con Juventus,Capocannonierey Copa Italia (2020-21)
El 20 de septiembre de 2020, Ronaldo anotó en el primer partido de la temporada de la Juventus, una victoria en casa por 3-0 sobre la Sampdoria en la Serie A. El 1 de noviembre, después de que Ronaldo tardó casi tres semanas en recuperarse del COVID-19, regresó a la acción contra Spezia, donde salió del banco en la segunda mitad y anotó en los primeros tres minutos. Más tarde anotó un segundo gol desde el punto de penalti en una eventual victoria a domicilio por 4-1. El 2 de diciembre, marcó un gol contra el Dinamo Kiev en un partido de la fase de grupos de la Liga de Campeones para alcanzar su gol número 750 en su carrera. Ronaldo jugó su partido número 100 en todas las competiciones con la Juventus el 13 de diciembre, anotando dos penaltis en la victoria por 3-1 ante el Genoa en la liga y elevando su cuenta de goles a 79. El 20 de enero de 2021, la Juventus ganó la Supercoppa Italiana 2020 después de una victoria por 2-0 contra el Napoli, con Ronaldo anotando el primer gol. El 2 de marzo, marcó un gol en la victoria por 3-0 sobre Spezia en su partido de liga número 600, para convertirse en el primer jugador en marcar al menos 20 goles en cada una de las últimas 12 temporadas consecutivas en las cinco mejores ligas de Europa. El 9 de marzo, la Juventus fue eliminada de la Liga de Campeones en octavos de final por el Oporto, de nuevo por la regla de los goles a domicilio (4-4 en el global). El 14 de marzo, anotó el 57.º triplete de su carrera en la victoria a domicilio por 3-1 sobre el Cagliari.
El 12 de mayo, Ronaldo anotó un gol en la victoria a domicilio por 3-1 sobre el Sassuolo para alcanzar su gol número 100 con la Juventus en todas las competiciones en su 131.ª aparición, convirtiéndose en el jugador de la Juventus más rápido en lograr la hazaña. Con la victoria por 2-1 de la Juventus contra Atalanta en la final de la Coppa Italia de 2021 el 19 de mayo, Ronaldo se convirtió en el primer jugador de la historia en ganar todos los trofeos nacionales importantes en Inglaterra, España e Italia. Ronaldo terminó la campaña liguera con 29 goles, ganando el premio Capocannoniere al máximo goleador y convirtiéndose en el primer futbolista en terminar como máximo goleador en las ligas inglesa, española e italiana.

### Segunda etapa en Manchester United F. C.

#### Máximo goleador de la historia del fútbol (2021-22)

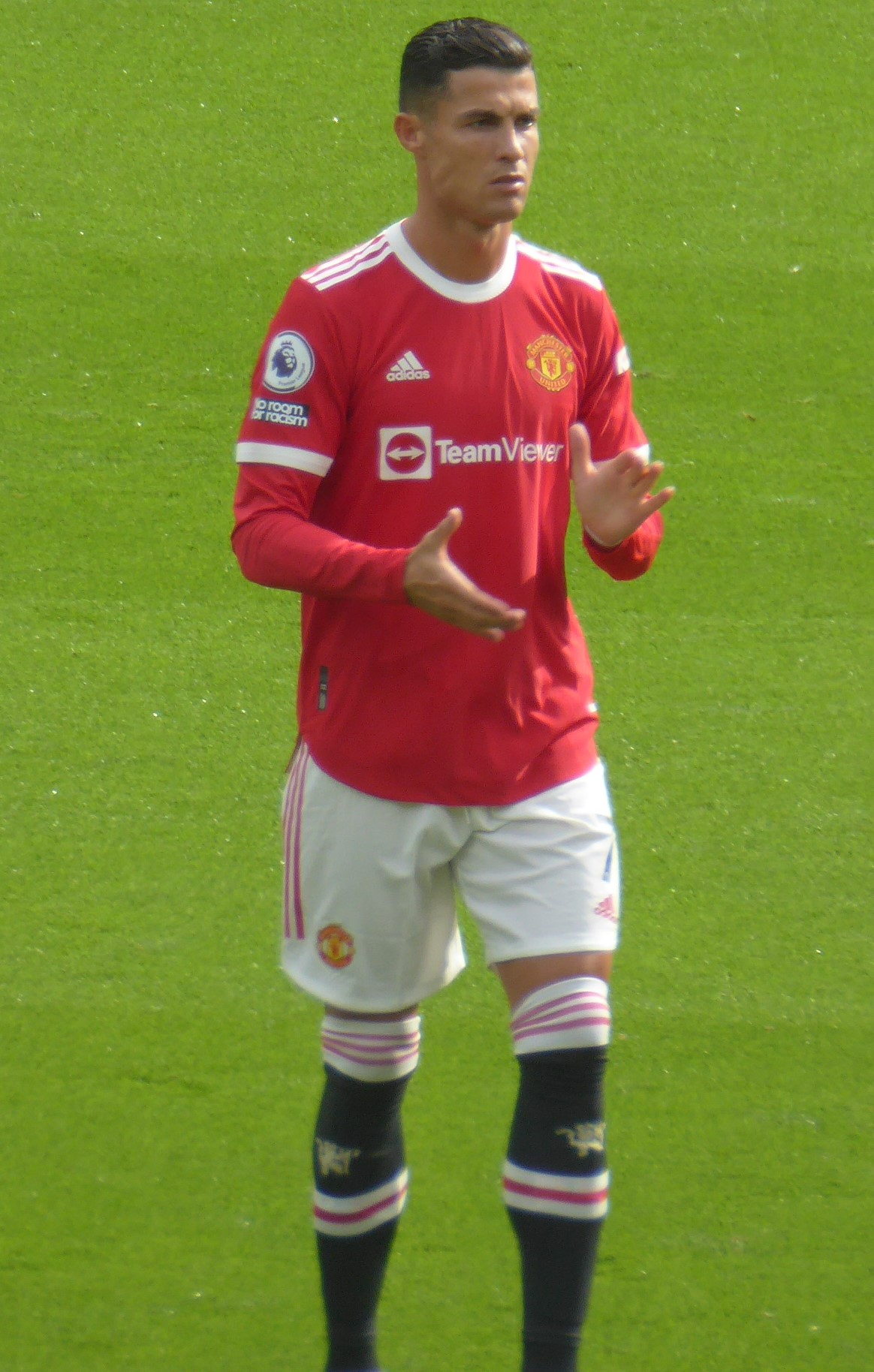
Cristiano Ronaldo jugando ante Newcastle en el día de su vuelta a Manchester United.

Durante el mercado de fichajes de la temporada 2021-22, Ronaldo hizo públicas sus intenciones de abandonar la Juventus, y el club lo puso a la venta. En agosto hubo fuertes rumores sobre un posible fichaje al Manchester City, en una operación en la que su agente, Jorge Mendes, llegó a acordar un precontrato. Sin embargo, pocas semanas después, el City se bajó de la negociación, y el 27 de agosto se confirmó que el Manchester United había llegado a un acuerdo con Juventus para fichar a Cristiano, sujeto a un acuerdo por términos personales, visa, y chequeos médicos. La transferencia fue reportada con un costo de 12 millones de euros iniciales, firmando un contrato de dos años, más uno opcional, y fue confirmado el 31 de agosto. También se reportó que personas como Alex Ferguson y Bruno Fernandes fueron importantes para convencer al luso de firmar con los Red Devils. A Cristiano se le asginó el dorsal número 7, cedido por su compañero de equipo Edinson Cavani, que cambió al 21. Según fue reportado, las ventas de la camiseta de Ronaldo en las primeras 24 horas rompieron un récord histórico luego de la transferencia, superando el movimiento de Lionel Messi a Paris Saint-Germain.
El 11 de septiembre, Ronaldo hizo su segundo debut en Old Trafford, anotando los dos primeros goles en la victoria 4 a 1 ante Newcastle. El 29 de septiembre, anotó un gol agónico ante Villareal en la Champions League para ganar 2 a 1 como locales, además de superar el récord de Iker Casillas como el jugador con más apariciones en la historia de la competencia. El 2 de diciembre, Cristiano anotó un doblete en una victoria como locales ante el Arsenal por 3 a 2, haciendo que supere la barrera de los 800 goles durante toda su carrera. En 2022, tuvo una racha de seis partidos sin poder convertir, algo que no le sucedía desde 2010. Volvió a convertir el 15 de febrero, ante el Brighton. El 12 de marzo, anotó un triplete en la victoria ante el Tottenham por 3 a 2, llegando a los 807 goles y superando a Josef Bican como el máximo goleador de la historia del fútbol profesional. Pese a su excelso rendimiento en fase de grupos de la Champions League, Ronaldo acabaría eliminado en octavos de final ante el Atlético Madrid por un global de 2 a 1. Ronaldo acabaría la temporada 2021-22 sin títulos por primera vez desde la campaña 2009-10.
En el cierre de fichajes europeo del verano de 2022 el jugador no logró salir del Manchester United y por primera vez en su carrera profesional no participó del máximo torneo continental como es la Champions League. El 21 de octubre de 2022 es apartado del equipo por desobedecer a Ten Hag, entrenador del Mánchester.
El 22 de noviembre de 2022, el club inglés anunció oficialmente su salida de la institución, poniendo punto final a su segunda etapa, esta de año y medio, en el equipo.

### Al-Nassr F. C.
El 30 de diciembre de 2022, se hizo oficial el fichaje del jugador por el Al-Nassr Football Club de la Liga Profesional Saudí siendo su presentación oficial el 3 de enero de 2023.
En febrero de 2023, fue nombrado «Jugador del mes» por la liga Profesional Saudí.
En agosto del mismo año, consigue su primer título con el club árabe, la Copa de Campeones Árabe 2023, venciendo a la final al club Al-Hilal Saudi Football Club y en el marcó un doblete. Además, ganó la «Bota de Oro» del certamen.
Al final el año, fue elegido el Máximo goleador mundial de 2023, con 54 goles anotados en el año natural.

## Selección nacional

### Categorías inferiores y primeros torneos internacionales (2001-2007)
Ronaldo empezó su carrera a nivel selecciones con la sub-15 de Portugal en 2001. Durante su trayectoria con las divisiones menores, Ronaldo representó a las selecciones sub-15, sub-20, sub-21 y sub-23, sumando 38 partidos internacionales y 18 goles anotados. Fue campeón del Torneo Esperanzas de Tolón 2003 con la sub-21.

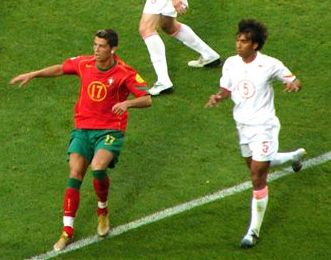
Cristiano ante Países Bajos en la Eurocopa 2004.

Con 18 años, Ronaldo apareció por primera vez con la división mayor de Portugal, en una victoria 1 a 0 sobre Kazajistán el 20 de agosto de 2003, saliendo como un substituto de Luís Figo en el entretiempo. Finalmente, fue convocado para la Eurocopa 2004, celebrada en su país natal, y anotó su primer gol en un torneo internacional de selecciones en una derrota 2 a 1 ante Grecia, los eventuales campeones, por fase de grupos. Después de anotar su oportunidad en la tanda de penales ante Inglaterra por cuartos de final, Cristiano ayudó al equipo a alcanzar la final al anotar el primer gol en la victoria 2 a 1 contra los Países Bajos. Fue incluido en el Equipo del Campeonato, habiendo hecho dos asistencias en adición a sus dos goles en el torneo.
Cristiano fue el segundo máximo goleador de Portugal en su grupo de clasificación para el Mundial de Alemania 2006, con siete goles anotados. Durante el campeonato, anotó su primer gol mundialista contra Irán de penal, en el segundo partido de fases de grupos de Portugal. Con 21 años y 132 días, Ronaldo se convirtió en el jugador más joven de la historia de la selección lusa en anotar en un Mundial. En el famoso partido de octavos de final contra Holanda, conocida como la Batalla de Núremberg, Ronaldo fue forzado a abandonar el campo lesionado tras una entrada del defensor holandés Khalid Boulahrouz. Luego de la victoria 1 a 0 de Portugal, Cristiano acusó a Boulahrouz de querer lesionarlo intencionalmente, pero aun así acabó recuperándose a tiempo para el siguiente partido. En los cuartos de final ante Inglaterra, Wayne Rooney, el compañero de Cristiano en el Manchester United en ese entonces, fue expulsado tras infraccionar al defensor portugués Ricardo Caravalho. A pesar de que el árbitro aclaró después de que la tarjeta roja se debió únicamente a la infracción de Rooney, los tabloides británicos especularon que Ronaldo tuvo influencia en su decisión al haberse quejado agresivamente, después de que haya sido visto en las repeticiones guiñándole al banco de Portugal tras la expulsión de Rooney. Después de esto, Ronaldo anotó el penal de decisivo de la tanda que envió a Portugal a las semifinales del torneo. Sin embargo, en la semifinal ante Francia, un solitario gol de Zinedine Zidane impidió que Ronaldo llegase a su segunda final consecutiva con su selección, en un partido donde también fue abucheado por fanáticos. Debido a su conducta en el torneo, la FIFA acabó dándole el premio al Mejor Jugador Joven del Mundial a Lukas Podolski de Alemania. Luego de la Copa, Ronaldo continuó representado a Portugal en los partidos de clasificación para la Eurocopa 2008, anotando dos goles en el proceso.

### Asumiendo la capitanía y años difíciles (2007-2012)

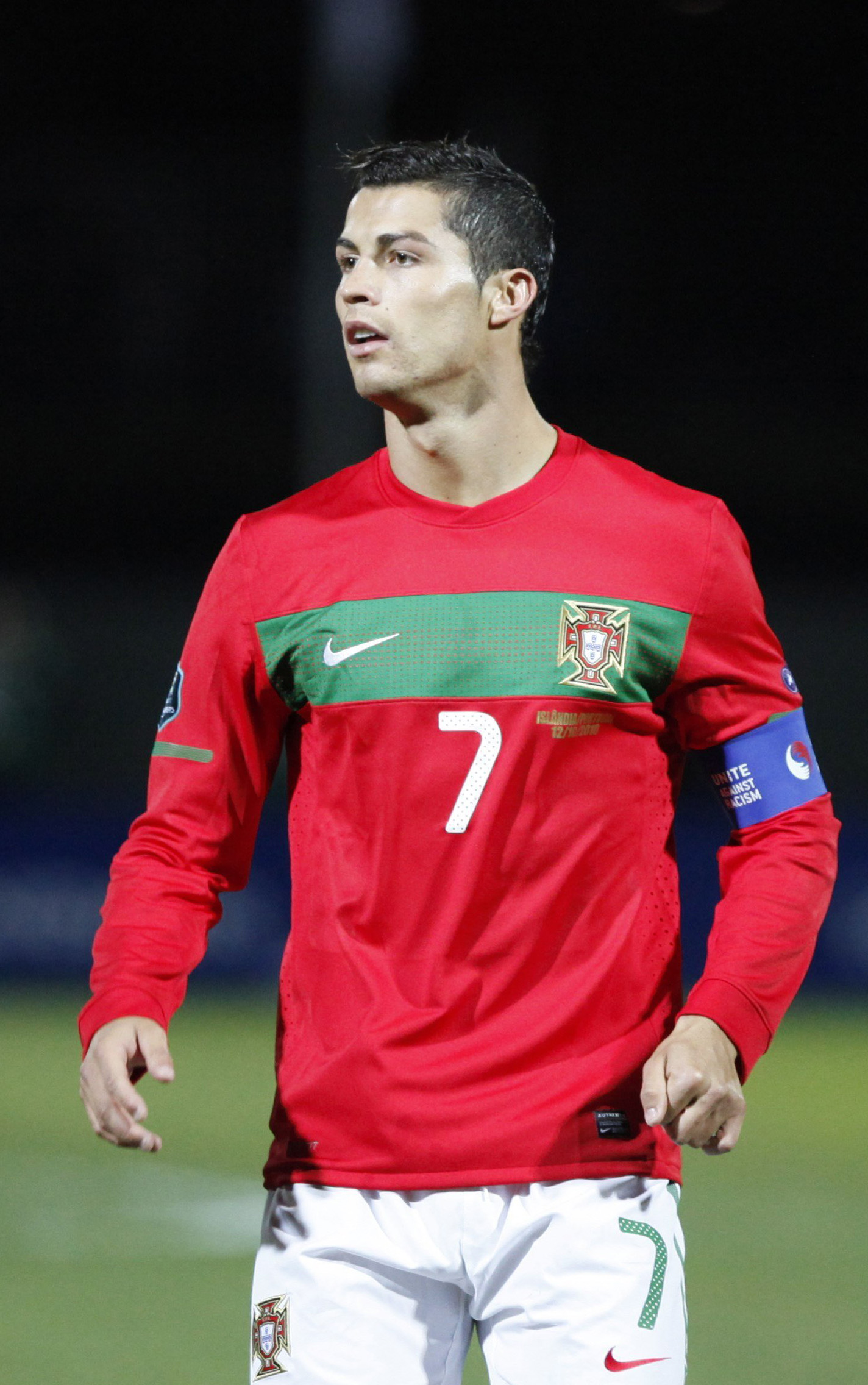
Cristiano Ronaldo en una aparición con la selección portuguesa en 2010.

Un día después de su cumpleaños número 22, Ronaldo fue capitán de Portugal por primera vez en un amistoso contra Brasil el 6 de febrero de 2007, en honor a la petición del presidente de la Federación Portuguesa de Fútbol, Carlos Silva, que había muerto dos días antes. Con la Eurocopa 2008 por delante, Cristiano heredó el dorsal 7 de Luís Figo. A pesar de haber anotado 8 goles en las eliminatorias, la segunda marca más alta, solo pudo marcar un gol en el torneo, el segundo de los tres goles de Portugal en su segundo partido contra República Checa, en el que los portugueses ganaron 3 a 1. Finalmente fueron eliminados en cuartos de final por Alemania, no pudiendo repetir el éxito de la edición anterior.
Después del fracaso de Portugal en la Eurocopa, la Federación despidió a Luis Felipe Scolari y contrató a Carlos Queiroz como nuevo entrenador, ex-asistente de Ferguson en el Manchester United. Queiroz hizo a Cristiano el capitán permanente del equipo en julio de 2008. Cristiano falló en marcar un solo gol durante todas las Eliminatorias al Mundial de Sudáfrica 2010, así como Portugal evitó quedar afuera del torneo al ganar un repechaje ante Bosnia. En la fase de grupos del Mundial, Cristiano fue nombrado hombre del partido en los tres partidos, ante Costa de Marfil, Corea del Norte, al que anotó su único gol del torneo, y Brasil. Portugal acabó quedando eliminado por España, los eventuales campeones del torneo, por solo 1 a 0.
Ronaldo marcó siete goles en las Eliminatorias a la Eurocopa de 2012, incluidos dos dobletes en el repechaje ante Bosnia, que enviaron a Portugal al torneo, donde quedaron alineados en el «grupo de la muerte», junto a la Alemania de la «Generación Löw», la Holanda subcampeona del mundo en el pasado Mundial de Sudáfrica, y el peligroso elenco de Dinamarca. En el último partido de la fase de grupos, ante Holanda, Cristiano aseguró la victoria marcando un doblete para el 2 a 1 final, y ante la República Checa por cuartos de final, anotó un cabezazo para ganar por 1 a 0, siendo elegido en ambos partidos, el Jugador Más Valioso. Después de que las semifinales ante España quedaran empatadas sin goles, con Ronaldo enviando tres tiros al travesaño, Portugal fue eliminado por la tanda de penales. Cristiano se quedó sin lanzar ningún penal, ya que estaba elegido para patear el quinto penal no utilizado, decisión que fue cuestionada por los medios. El propio compañero de equipo de Ronaldo, Nani, dijo que Cristiano «exigió» ejecutar el último penal. Como máximo goleador conjunto con tres goles, junto con otros cinco jugadores, fue incluido nuevamente en el equipo del torneo.

### Máximo goleador histórico de Portugal y campeón de Europa (2012-2016)

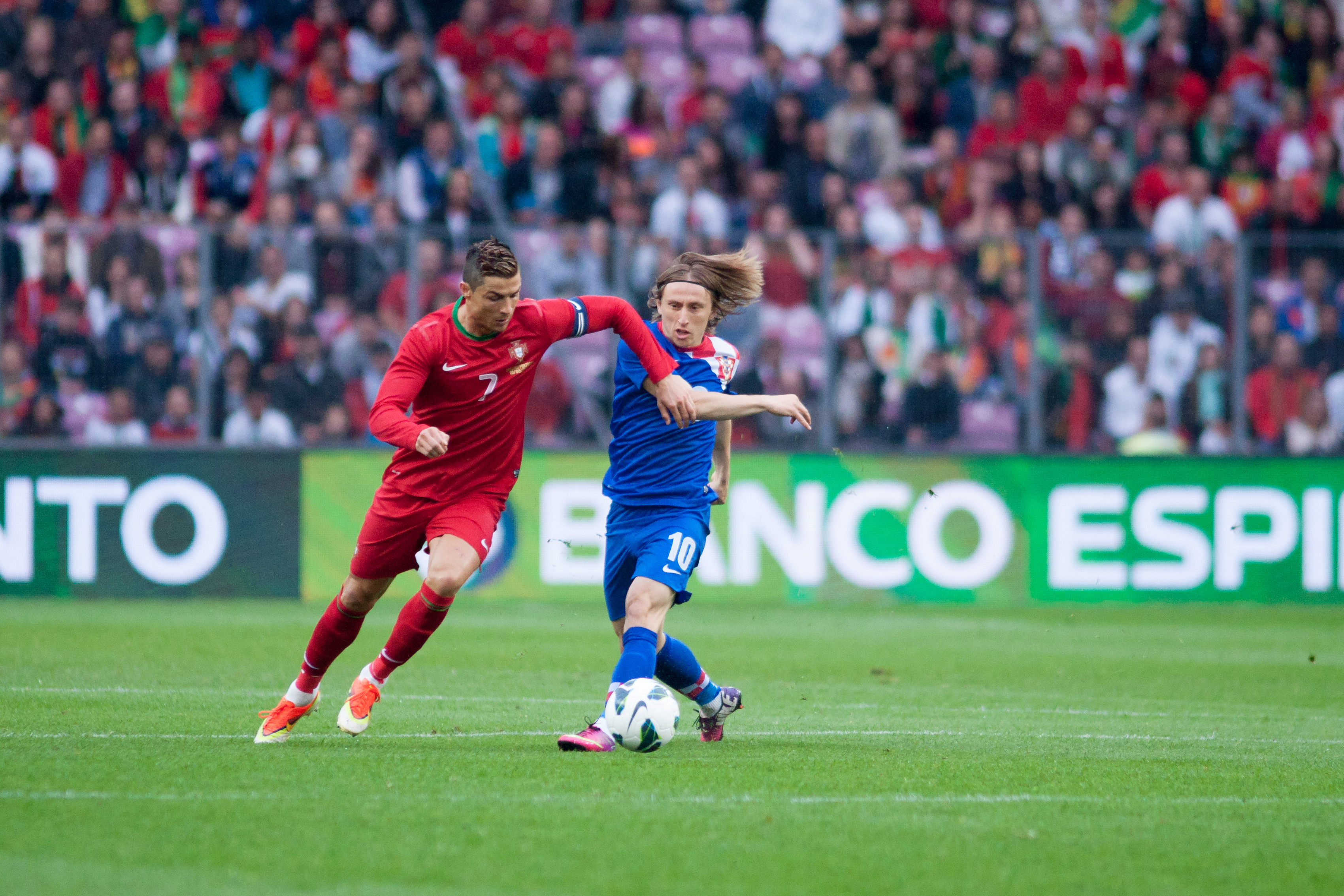
Cristiano Ronaldo enfrentado a Luka Modrić en un partido entre Portugal y Croacia, 2013.

Durante las Eliminatorias para el Mundial 2014, Cristiano anotó un total de ocho goles. Un partido clasificatorio del 17 de octubre de 2012, un empate 1 a 1 contra Irlanda del Norte, marcó su 100.ª aparición con la selección. Su primer triplete internacional también llegó ante Irlanda del Norte, cuando marcó tres veces en 15 minutos en una victoria 4 a 2 el 6 de septiembre de 2013. Después de que Portugal fracasara en clasificarse durante las eliminatorias regulares, Cristiano marcó todos los cuatro goles del equipo en el repechaje ante Suecia, que también fue un choque entre Cristiano y Zlatan Ibrahimović, que aseguró su pasaje a la competencia. Su triplete en la vuelta llevó su marca internacional de goles a 47, igualando el récord de Pauleta. Finalmente, Cristiano anotaría un doblete ante Camerún el 5 de marzo de 2014 que lo convertiría en el máximo goleador histórico de su país.
Ronaldo formó parte de la delegación portuguesa para el Mundial, a pesar de arrastrar una tendinitis rotuliana y una lesión de muslo, potencialmente arriesgando su carrera. Ronaldo más tarde comentaría: «Si tuviéramos dos o tres Cristiano Ronaldos en el equipo, me sentiría más cómodo. Pero no tenemos». A pesar de las dudas sobre sus condición, siendo forzado de abandonar la práctica dos veces, Ronaldo jugó los 90 minutos del primer partido contra Alemania, aunque no fue capaz de prevenir la goleada 4 a 0. Después de dar una asistencia en los últimos minutos en el empate 2 a 2 ante Estados Unidos, anotó el gol agónico de la victoria ante Ghana por 2 a 1. Su 50.º gol internacional lo convirtió en el primer portugués en jugar y anotar en tres Mundiales. Portugal fue eliminado prontamente en fase de grupos por diferencia de gol.

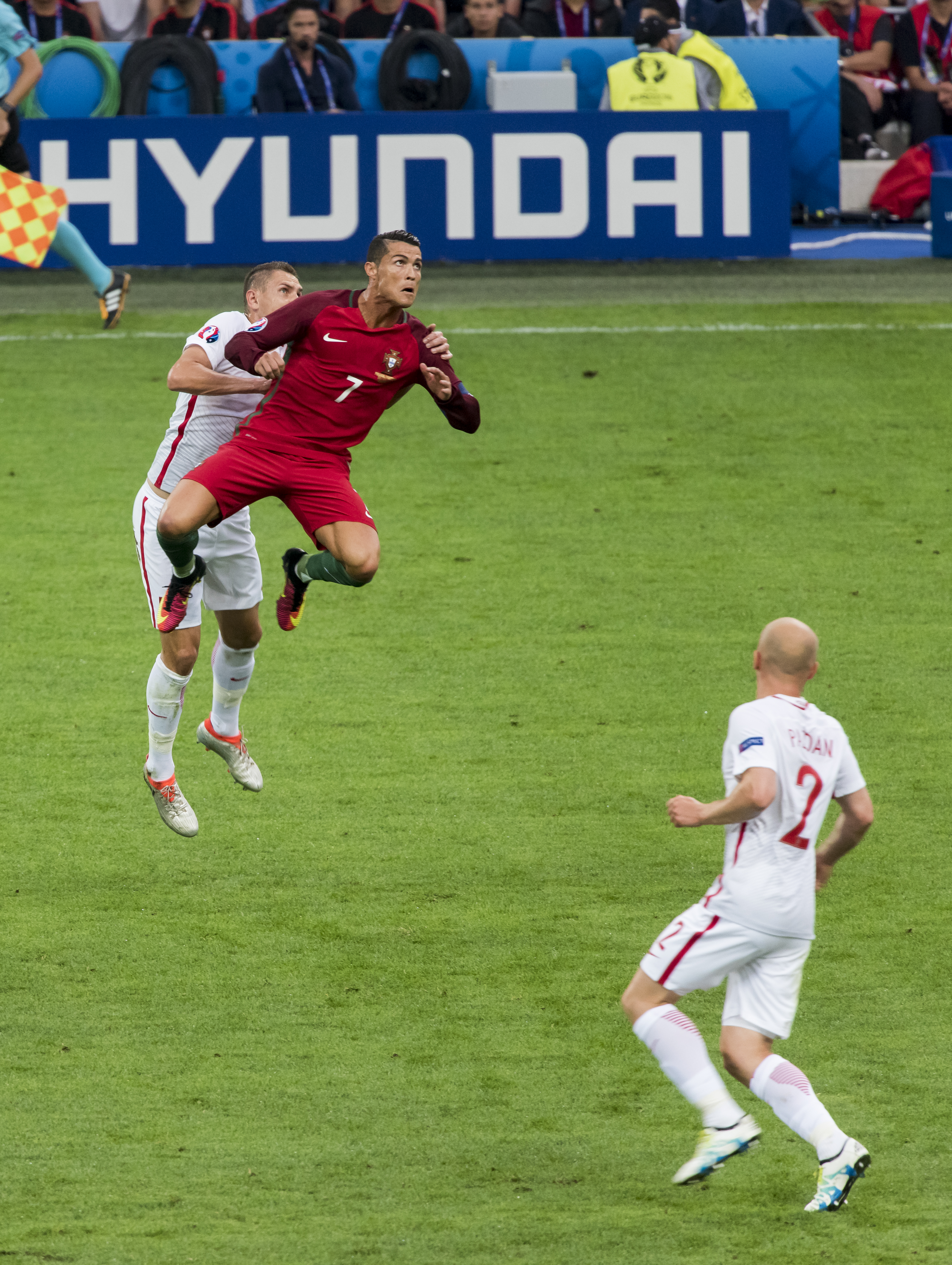
Cristiano saltando en el partido ante Polonia por los cuartos de final de la Eurocopa 2016.

Después de perderse el primer partido de la Clasificación para la Eurocopa 2016 contra Albania por lesión, Ronaldo anotó un gol en tiempo de descuento en el minuto 95 para que Portugal ganase por 1 a 0 contra Dinamarca. El 14 de noviembre de 2014, jugó contra Armenia también por la clasificación para la Eurocopa, donde anotó el único tanto del partido que le dio la victoria a su selección. Al comienzo del torneo, Ronaldo falló en convertir en los empates del equipo ante Islandia y Austria, a pesar de haber rematado 20 veces al arco, y en este último, se convirtió en el jugador con más apariciones en Portugal, sobrepasando a Figo, con 128. Con un doblete marcado en el empate 3 a 3 ante Hungría, Ronaldo se convirtió en el primer jugador en convertir en cuatro torneos Europeos, haciendo además 17 apariciones, un récord. A pesar de quedar tercero en su grupo, detrás de Hungría e Islandia, el equipo pasó a la siguiente ronda debido al nuevo formato del torneo, aún sin haber ganado ninguno de sus tres partidos.
En el primer partido eliminatorio de Portugal, la única oportunidad de gol de Ronaldo fue salvada por el arquero de Croacia, Danijel Subašić, pero el rebote fue aprovechado por Ricardo Quaresma, que anotó el gol definitorio en tiempo extra. Después de que el equipo elimine a Polonia por penales, con Ronaldo anotando el primer penal, se convirtió en el primer jugador en participar en tres semifinales de Eurocopa; anotó el primer gol del 2 a 0 ante Gales, igualando el récord de Michel Platini como el máximo goleador histórico del torneo con nueve tantos. En la final ante la local Francia, Ronaldo tuvo que salir del campo luego de una falta de Dimitri Payet, y a pesar de múltiples tratamientos e intentos de seguir, fue sustituido por Quaresma a los 25 minutos de partido. Durante el tiempo extra, Éder anotó el gol de la victoria al minuto 109. Como capitán del equipo, Cristiano alzó el trofeo en celebración al primer título oficial de su país, y, además, se proclamó Bota de Plata del torneo al anotar tres goles y dar tres asistencias.

### Post-campeonato de Europa y Mundial (2016-2018)
En el partido apertura de Portugal de la Copa Confederaciones 2017 contra México el 17 de junio, Cristiano armó el gol inicial de Quaresma para el empate 2 a 2 final. Tres días después, anotó el único gol de la victoria ante la local Rusia. El 24 de junio, anotó el gol de penal de la victoria 4 a 0 ante Nueva Zelanda, que permitió a Portugal avanzar de grupo y avanzar a las semifinales del torneo; con su gol 75.º a nivel internacional, Ronaldo también igualó a Sándor Kocsis como el segundo máximo goleador histórico europeo, solo detrás de Ferenc Puskás. Fue nombrado como Hombre del Partido en los tres partidos de fases de grupos de Portugal. Ronaldo dejó la competencia antes; después de la derrota del equipo ante Chile por 3 a 0, tuvo permiso para volver a casa antes y presenciar el nacimiento de su nuevo hijo, y por lo tanto, no estuvo presente en el partido por tercer puesto que Portugal le ganó a México por 2 a 1 en tiempo extra.

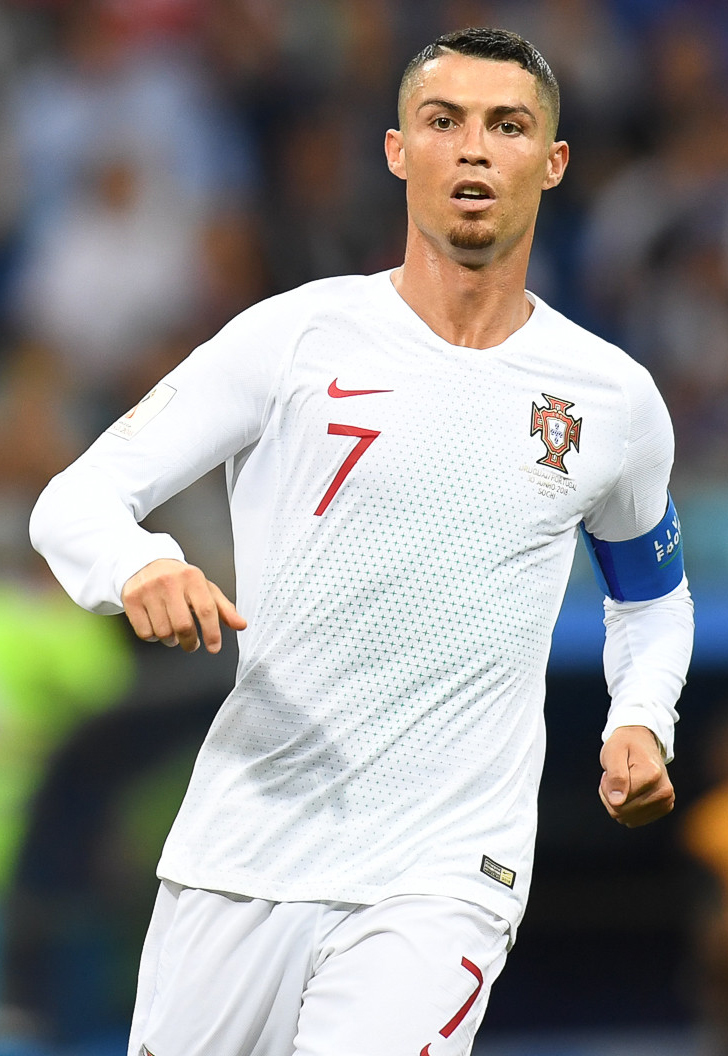
Cristiano Ronaldo ante Uruguay en el Mundial de Rusia 2018.

El 31 de agosto de 2017, Ronaldo anotó un triplete en la victoria por 5-1 sobre las Islas Feroe en un partido de clasificación para el Mundial de Rusia 2018, que lo vio superar a Pelé e igualar a Hussein Saeed como el quinto máximo goleador en el fútbol internacional con 78 goles. Estos goles elevaron su cuenta en las eliminatorias de la Copa del Mundo a 14, igualando el récord de Predrag Mijatović de más goles en una sola campaña de clasificación de la UEFA, y también lo vio romper el récord de más goles marcados en un grupo de clasificación europea, superando el récord anterior de 13 goles marcados por David Healy y Robert Lewandowski. El triplete de Ronaldo elevó su total de goles en la fase de clasificación para la Copa del Mundo a 29, lo que lo convirtió en el máximo goleador en las eliminatorias de la UEFA, por delante de Andriy Shevchenko, y en el máximo goleador en los partidos de clasificación y finales de la Copa del Mundo combinados con 32 goles, por delante de Miroslav Klose. Posteriormente, Ronaldo se sumó a esta cuenta al anotar un gol contra Andorra en la victoria por 2-0.
El 15 de junio de 2018, Ronaldo se convirtió en el jugador de mayor edad en marcar un hat-trick en un partido del Mundial, lo que ayudó a Portugal a asegurar un empate 3-3 contra España (su tercer gol fue un tiro libre de 30 yardas) en su partido inaugural. Al hacerlo, se convirtió en el primer jugador portugués en marcar un gol en cuatro Mundiales y uno de los cuatro jugadores de cualquier nacionalidad en hacerlo. El 20 de junio, Ronaldo anotó el único gol en la victoria por 1-0 contra Marruecos, rompiendo el récord de Puskás como el máximo goleador europeo de todos los tiempos, con 85 goles internacionales. En el último partido del grupo contra Irán el 25 de junio, Ronaldo falló un penal en un eventual empate 1-1 que vio a Portugal avanzar a la segunda ronda como segundo de grupo detrás de España. El 30 de junio, Portugal fue eliminado tras una derrota por 2-1 ante Uruguay en los octavos de final. Por sus actuaciones en el torneo, Ronaldo fue incluido en el Equipo Estelar de la Copa del Mundo.

### Nations League y 100 goles internacionales (2018-2020)
Después de la Copa del Mundo, Ronaldo se perdió seis partidos internacionales, incluida toda la fase de liga de la UEFA Nations League 2018-19, pero jugó para Portugal en el Final Four de la Liga de las Naciones en junio de 2019, donde eran locales. En las semifinales del 5 de junio, marcó un triplete contra Suiza para llegar a la final. Al anotar el primer gol, se convirtió en el primer jugador en anotar en 10 competiciones internacionales consecutivas, rompiendo el récord que previamente compartió con Asamoah Gyan de Ghana. En la final del torneo cuatro días después, Portugal derrotó a Holanda 1-0 y se consagró campeón del segundo título de toda su historia.
El 10 de septiembre de 2019, Ronaldo anotó cuatro goles en la victoria a domicilio por 5-1 sobre Lituania en un partido de clasificación para la Eurocopa 2020; en el proceso, superó a Robbie Keane (23 goles) como el jugador con más goles en la fase de clasificación para la Eurocopa, estableciendo un nuevo récord con 25 goles. También estableció un nuevo récord de goles contra la mayoría de los equipos nacionales, 40, al tiempo que completaba su octavo triplete internacional. El 14 de octubre, marcó su gol número 700 en su carrera con el club y el país desde el punto de penalti, en su 974.ª aparición en su carrera, una derrota por 2-1 ante Ucrania en un partido de clasificación para la Eurocopa 2020. El 17 de noviembre, Ronaldo anotó su gol número 99 en la victoria por 2-0 sobre Luxemburgo, lo que llevó a Portugal a clasificarse para la Eurocopa 2020. El 8 de septiembre de 2020, Ronaldo anotó sus goles internacionales número 100 y 101 en una victoria a domicilio por 2-0 sobre Suecia en un partido de la UEFA Nations League 2020-21, convirtiéndose en el segundo jugador masculino en lograr este hito (después de Ali Daei de Irán) y el primero en Europa.

### Máximo goleador de la historia de Selecciones y presente (2021-act.)
El 15 de junio de 2021, Ronaldo anotó dos goles en el primer partido de Portugal de la Eurocopa 2020, una victoria por 3-0 contra Hungría en Budapest. Esto le llevó a un total de once goles en la Eurocopa, dos por encima de Michel Platini, como máximo goleador de todos los tiempos en la historia de la competición. También se convirtió en el primer jugador en anotar en cinco Campeonatos de Europa y en once torneos consecutivos. El doblete convirtió a Ronaldo en el jugador de mayor edad en marcar dos goles en un partido de la Eurocopa, y en el jugador de mayor edad en marcar para Portugal en un torneo importante. El 23 de junio, marcó dos penales en el empate 2-2 de Portugal con Francia en su último partido de la fase de grupos, igualando el récord de Daei de 109 goles internacionales. El 27 de junio, Portugal fue eliminado tras perder 1-0 contra Bélgica en los octavos de final. Ronaldo terminó el torneo con cinco goles (empatado con el checo Patrik Schick) y una asistencia, lo que le valió la Bota de Oro. El 1 de septiembre, Ronaldo anotó dos goles de cabeza, y el segundo se produjo segundos antes del pitido del tiempo completo, en la victoria por 2-1 en casa contra la República de Irlanda en el Algarve Stadium, que lo vio pasar el récord de Daei de 109 para convertirse en el único poseedor del récord.

## Perfil de jugador

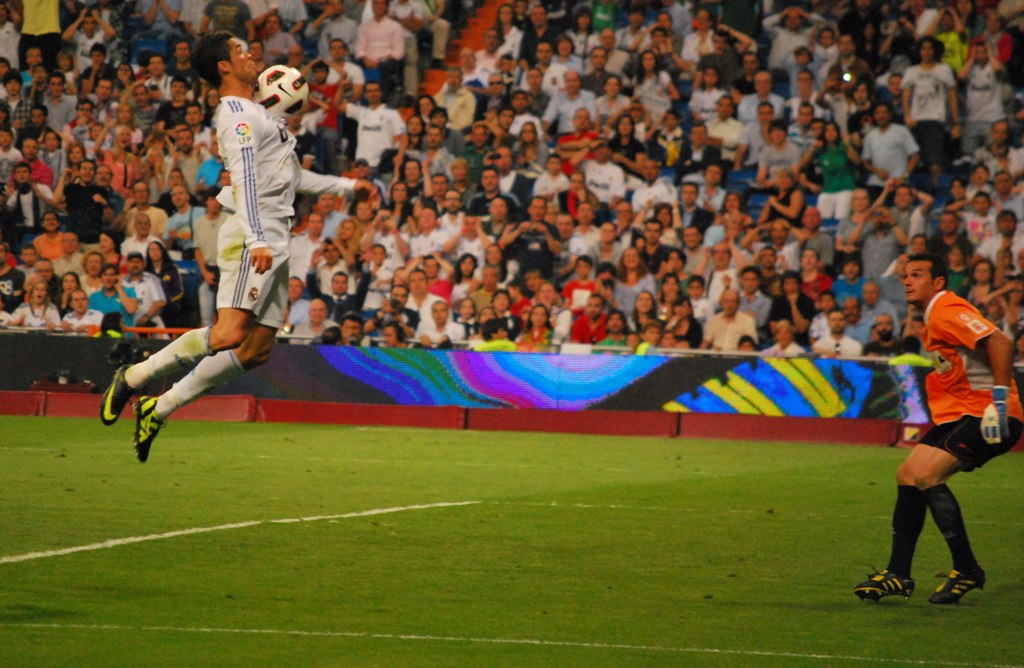
Ronaldo controlando el balón en su pecho durante un partido de La Liga 2010-11 contra el Almería. En su mejor momento, fue conocido por su velocidad y atletismo excepcionales.

### Estilo de juego
Como delantero, Ronaldo es capaz de jugar tanto como delantero centro como extremo y, aunque su pierna hábil es la derecha, también es bueno con la izquierda. Está dentro de los futbolistas más veloces del mundo, con y sin la pelota. Tácticamente, Ronaldo se sometió a varias evoluciones y cambios durante su carrera. Mientras estaba en Sporting y durante sus primeros años en el United, Cristiano se desempeñaba como extremo donde generalmente se dedicaba a lanzar centros al área. En esta posición se volvió conocido por sus regates, demostrando a menudo una variedad de trucos y amagues, como la bicicleta y los llamados «recortes», que se convirtieron en su marca registrada; también era conocido por ser un frecuente utilizador de la «elástica».
A medida que Ronaldo maduró, experimentó una gran transformación física, desarrollando un tipo de cuerpo musculoso que le permitió retener la posesión del balón bajo presión por más tiempo, y unas fuertes piernas que le permitieron una habilidad para saltar. Su fuerza y capacidad de salto, combinados con su elevación, precisión de remates de cabeza, y altura de 1,87 m, le dieron una gran ventaja para ganar duelos aéreos. Estos atributos le permiten funcionar como un hombre-objetivo en el área, y lo convierten en una constante amenaza de gol aéreo en el área de penal; en consecuencia, muchos de sus goles han sido de cabeza. En conjunto con su mayor resistencia y sacrificio, su capacidad de marcar goles mejoró drásticamente en la banda izquierda, donde se le dio la libertad posicional para moverse hacia el centro para finalizar los ataques. También ha desempeñado cada vez más un papel creativo para su equipo, a menudo cayendo hacia el medio campo para recoger el balón, participar en la preparación de las jugadas y crear oportunidades para sus compañeros de equipo, cortesía de su visión y capacidad de pase.

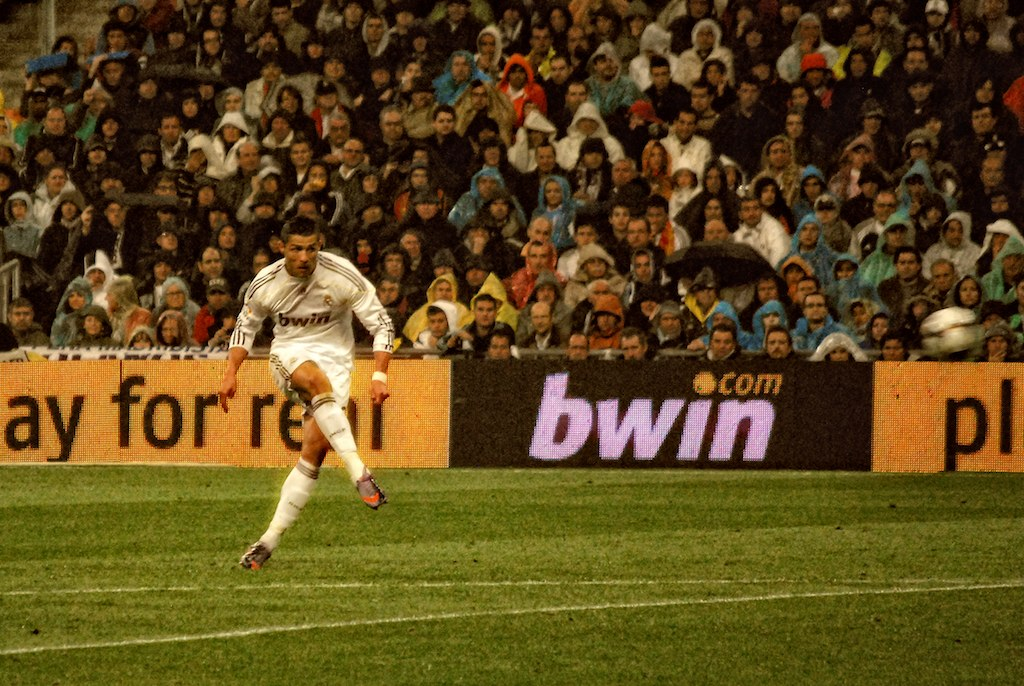
Cristiano Ronaldo ejecutando un tiro libre.

En sus últimas temporadas en el United, Ronaldo jugó un papel aún más ofensivo y central, funcionando tanto como un número 9 y como un segundo delantero. Se convirtió en un goleador prolífico, capaz de rematar bien tanto dentro del área de penal como desde larga distancia, con un disparo certero y potente. Un lanzador letal de penales, también se convirtió en un especialista en jugadas a balón parado, conocido por sus poderosos tiros libres con efecto. Al lanzarlos, Ronaldo es conocido por usar la técnica de «folha seca», que fue desarrollada por Juninho Pernambucano, y que consiste en darle un golpe seco al balón con el interior del pie para que este describa una parábola de arriba abajo similar a una hoja seca que cae de un árbol, metáfora que proviene de un gol que el brasileño «Didí» le marcó de tiro libre a la selección de Perú en las eliminatorias para disputar la Copa Mundial de 1958. También adopta una postura de marca registrada antes de golpear la pelota, que lo ve posicionarse enfrente de la pelota con las piernas bien separadas. Con respecto al estilo único de Ronaldo de lanzar tiros libres, el ex-asistente del entrenador del Manchester United, Mike Phelan, comentó: «La gente solía dejar la pelota, alejarse, correr y golpearla. Él aportó un espectáculo más dinámico. Coloca la pelota hacia abajo, su nivel de concentración es alto, da cierta cantidad de pasos hacia atrás para que su pie esté en el lugar perfecto para golpear la pelota en el punto óptimo. Es el mejor showman. Tiene esa ligera arrogancia. Cuando se levanta esos pantalones cortos y muestra sus muslos, está diciendo 'Todos los ojos hacía mí' y esta pelota va a entrar. Entiende el lado del marketing. La forma en que se muestra y coloca la pelota; sabe que el mundo lo está mirando».
En el Real Madrid, Ronaldo siguió jugando un papel más ofensivo, pero sus deberes creativos y defensivos se volvieron más limitados, aunque no disminuidos por completo. Inicialmente desplegado como un delantero centro por los entrenadores Manuel Pellegrini y José Mourinho, luego fue trasladado nuevamente a la banda izquierda, aunque en un rol táctico libre; esta posición le permitió deslizarse hacia el centro a voluntad para llegar al final de los centros y anotar, o sacar a los defensores de su área con sus movimientos sin pelota y dejar espacio para que sus compañeros aprovechen. El estilo de juego de contraataque del Madrid también le permitió convertirse en un jugador más eficiente y consistente, como lo demuestran sus marcas goleadoras récord. Si bien fue elogiado principalmente en los medios de comunicación por ser un prolífico goleador, Ronaldo también demostró su habilidad como un efectivo jugador creativo en este rol.
Este papel único ha sido descrito por los expertos como el de un extremo «falso», «atacante», o «goleador», ya que Ronaldo prácticamente funcionó como un delantero centro en ocasiones con sus constantes corridas hacía el área de penal, a pesar de que realmente jugaba en la banda izquierda. Desde 2013 hacia delante, ya con el entrenador Carlo Ancelotti, Cristiano adaptó efectivamente su estilo debido a los efectos físicos del envejecimiento con un movimiento sin balón cada vez más reducido y una participación general cada vez más reducida, completando menos regates y pases por partido y, en cambio, centrándose más en la creación y el gol en distancias cortas. Desde 2017, Ronaldo ha adaptado su estilo de juego una vez más para convertirse en un delantero centro libre bajo la dirección del técnico Zinedine Zidane, un papel en el que continuó sobresaliendo y manteniendo un prolífico récord de goles; En esta posición, se ganó elogios en los medios de comunicación por sus inteligentes movimientos con y sin la pelota, su sentido posicional, su juego de vinculación y finalización, así como su capacidad para perder o anticipar a sus marcadores, encontrar espacio en el área y anotar con pocos toques u oportunidades.

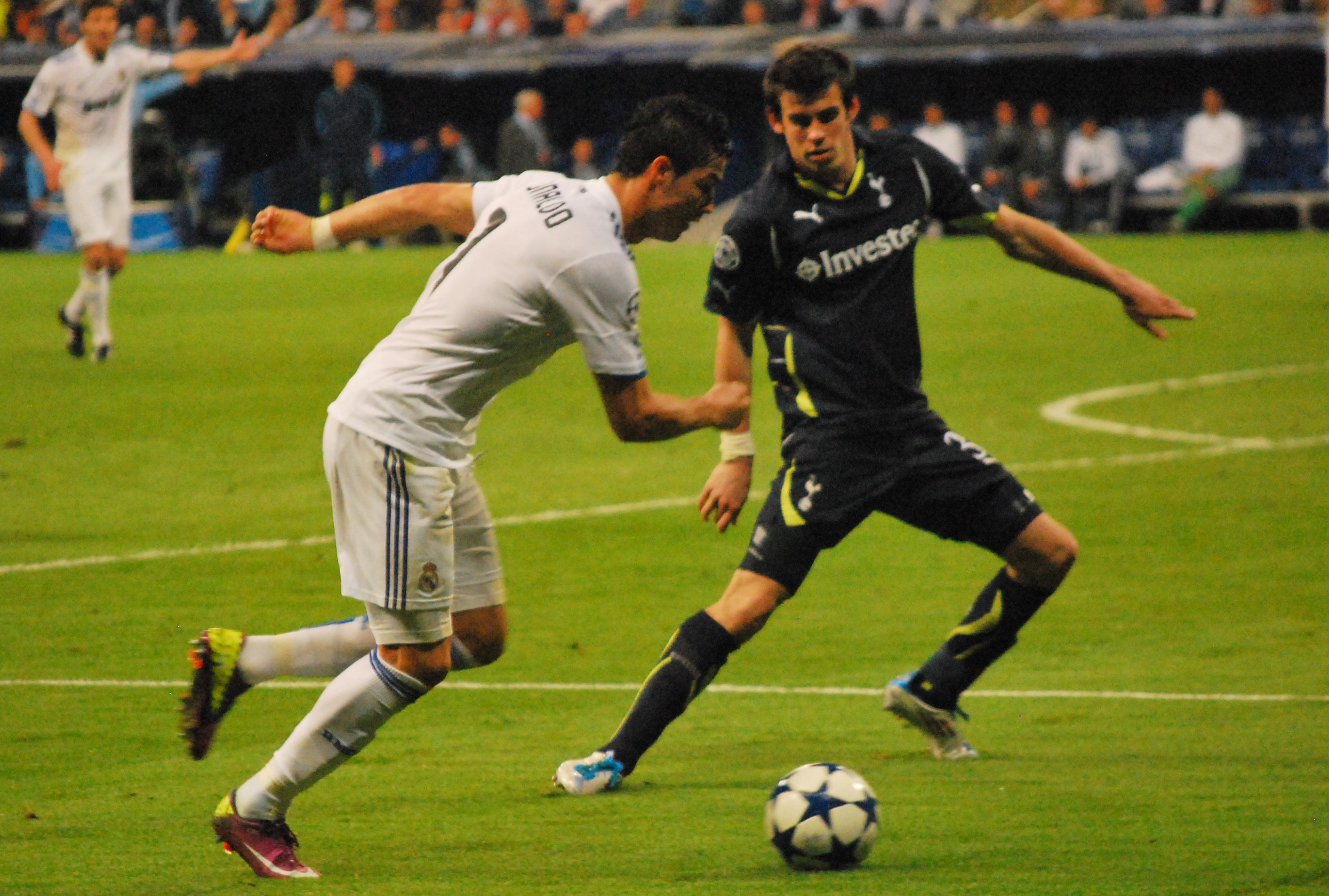
Ronaldo a partir de sus treinta años adaptó su estilo de juego, enfocándose más en el ataque y en los goles.

En su primera temporada en la Juventus, Ronaldo continuó jugando en una variedad de roles de ataque diferentes bajo el entrenador Massimiliano Allegri, dependiendo de con quién se asocie en la delantera. Si bien había ocupado un papel cada vez más ofensivo en sus últimos años en el Real Madrid, en ocasiones desempeñó un rol libre en la Juventus, ya sea como un delantero solitario o en su rol característico en la banda izquierda. Sin pelota, también fue capaz de crear espacios para los compañeros con sus movimientos y carreras hacia el área, o rematar ocasiones con la cabeza o los pies al llegar al final de los centros de sus compañeros. En ocasiones también jugó en una pareja de ataque junto a Mandžukić. Continuó desempeñando un papel similar en su segunda temporada con el club bajo la dirección de Maurizio Sarri.

### Recepción
Cristiano Ronaldo es ampliamente considerado como uno de los mejores jugadores de su generación, junto a Lionel Messi. Tras ganar su primer Balón de Oro en 2008 por una votación récord con solo 23 años, Ronaldo ha estado sometido a varios debates sobre quién es el mejor jugador de todos los tiempos. Aclamado por su prolíficas y consistentes marcas goleadoras, es considerado como un decisivo jugador que también cambia los partidos, especialmente en situaciones importantes y donde la presión es alta.

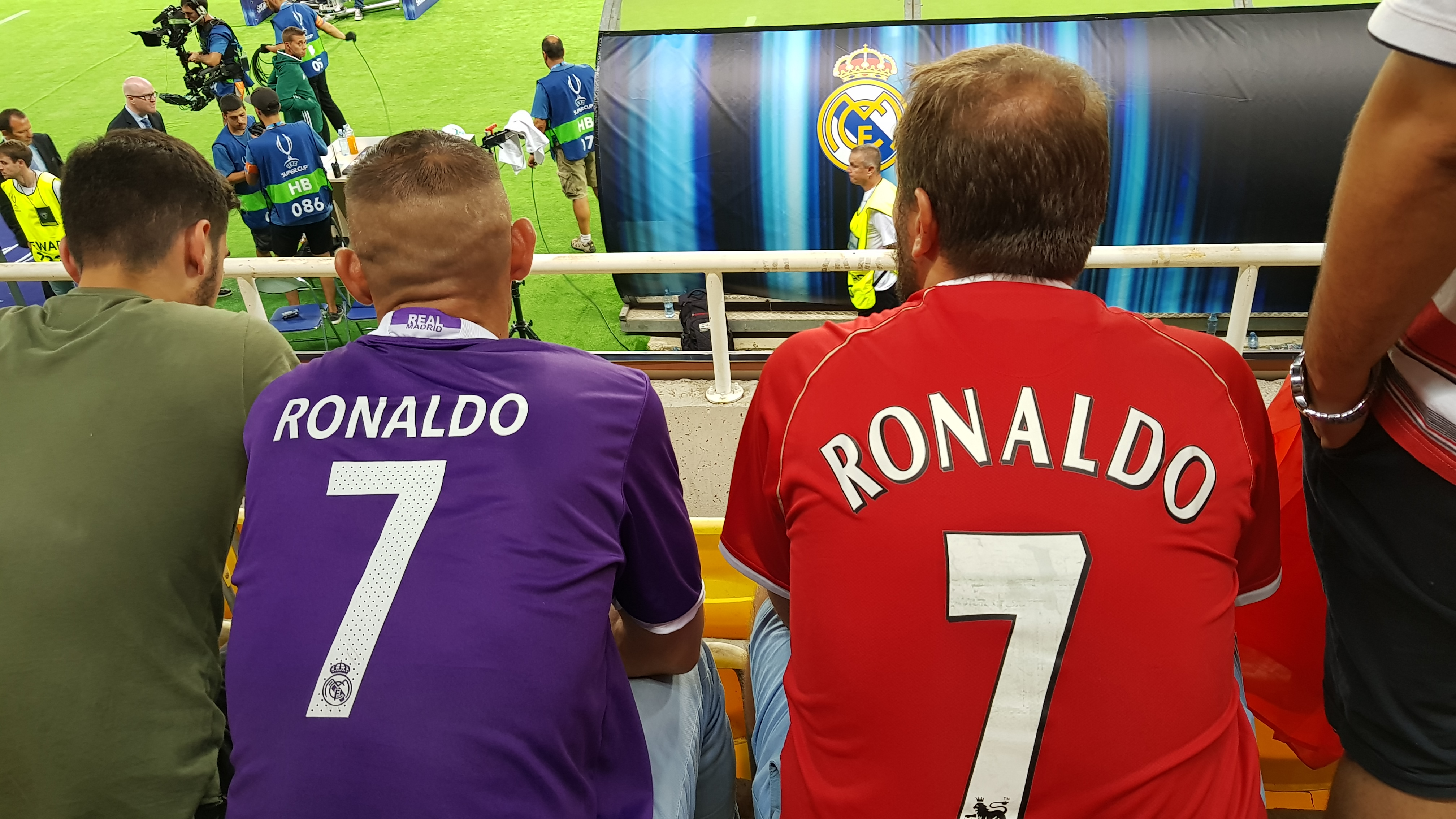
Aficionados del Real Madrid (izquierda; club en ese entonces de Ronaldo) y del Manchester United (derecha; antiguo club de Ronaldo) vistiendo la camiseta número 7 de Cristiano en la Supercopa de la UEFA de 2017.

En su longevidad y «extraordinario compromiso a la preparación física», Adam Bate de Sky Sports comentó: «La dedicación juega una gran parte en mantenerse en la cima y el enfoque de Ronaldo quizás no tenga paralelo alguno dentro del deporte». Aunque declarando que eran jugadores estéticamente distintos pero con el mismo hambre por marcar goles, el legendario delantero brasileño Ronaldo elogió el enfoque de Cristiano para los entrenamientos, argumentando que: «Hay tan pocos jugadores que cuidan su cuerpo como él. Yo entrenaba porque tenía que hacerlo, él lo hace porque le encanta». Su impulso y determinación para triunfar están impulsados por el deseo de que se hable de él junto a otros grandes como Pelé y Diego Maradona una vez que se retire. Se le atribuye, junto con su compatriota, el entrenador José Mourinho, por inspirar a la evolución del fútbol portugués en las décadas de 2010 y 2020. En ocasiones, ha sido criticado por simular cuando se le hace falta. También fue criticado ocasionalmente al principio de su carrera por el mánager Alex Ferguson, sus compañeros de equipo y los medios de comunicación por ser un jugador egoísta o demasiado extravagante.
Durante su carrera, Ronaldo también ha sido descrito como teniendo una «imagen arrogante» en el campo, y afirmó que se había convertido en una «víctima» por la forma en que fue retratado en los medios. A menudo se lo ve gimiendo, gesticulando y frunciendo el ceño mientras intenta inspirar a su equipo a la victoria, y Ronaldo insiste en que su naturaleza competitiva no debe confundirse con arrogancia. Sus entrenadores, compañeros y varios periodistas han dicho que esta reputación ha provocado una imagen injusta de él.

### Rivalidad Cristiano-Messi

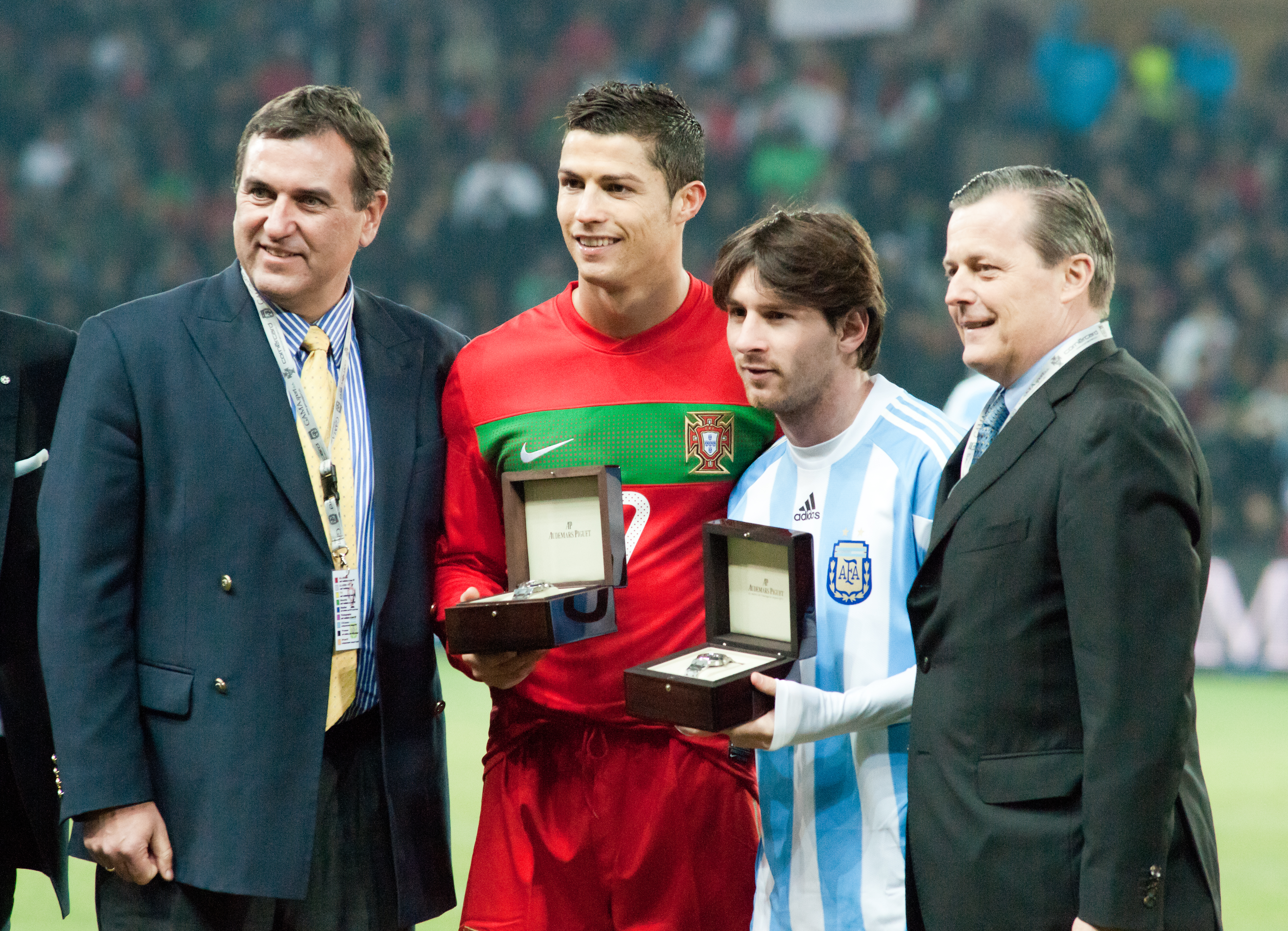
Cristiano Ronaldo y Lionel Messi, el 9 de febrero de 2011 en un partido amistoso entre Portugal y Argentina.

La rivalidad Cristiano Ronaldo–Lionel Messi es una rivalidad deportiva alentada por los medios de comunicación, influencers y aficionados, que involucra a ambos futbolistas principalmente por haber sido coetáneos, por sus similares registros y éxitos deportivos y por haber sido capitanes y rivales en los partidos de El Clásico.
Juntos han logrado diversos hitos históricos en el deporte, llegando a ser considerados como dos de los mejores futbolistas de todos los tiempos. Si bien, han sido acreedores de diversos premios individuales importantes a lo largo de sus carreras, los críticos de fútbol generalmente están de acuerdo en que ambos son los mejores jugadores de su generación, superando a sus compañeros numéricamente por un margen significativo. Prueba de ello, han logrado numerosas hazañas y han conseguido reconocimientos únicos para un futbolista, como el premio al Jugador del Siglo xxi en el caso del luso o el Premio Laureus en el caso del argentino.

## En la cultura popular

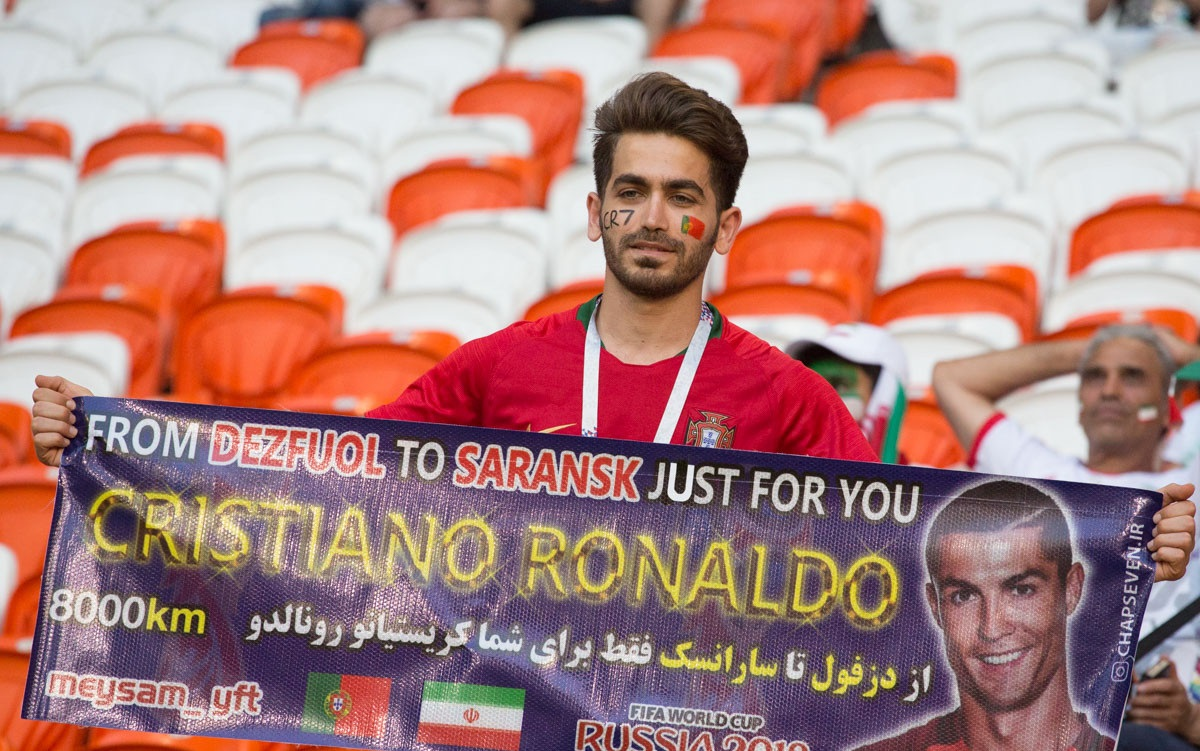
Un aficionado con un cartel alusivo a Cristiano.

Cristiano Ronaldo es considerado uno de los mejores jugadores de fútbol, de los más influyentes, por consiguiente tiene seguidores por todo el mundo.
A lo largo de su carrera, Ronaldo ha sido incluido en diversos ránquines internacionales: por ejemplo, ocupó el segundo lugar en la lista Forbes de los atletas mejor pagados de la década, con ganancias de 720 millones de euros (615 millones de libras esterlinas) de 2010 a 2019, solo el boxeador Floyd Mayweather Jr. ganó más que él. De igual modo, Forbes lo clasificó dos veces en el primer lugar de su lista de los jugadores de fútbol mejor pagados del mundo. En 2016, se convirtió en el primer futbolista en encabezar la lista Forbes de los atletas con mayores ingresos del mundo, con un ingreso total de 88 millones de dólares entre su salario y patrocinios para la temporada 2015-16, también encabezó la lista por segundo año consecutivo con ganancias de 93 millones de dólares en 2016-17. Es el primer futbolista y sólo el tercer deportista en ganar mil millones de dólares en su carrera. Además, Ronaldo es uno de los deportistas más comercializables del mundo: SportsPro lo calificó como el quinto atleta más comercializable en 2012 y como el octavo atleta más comercializable en 2013. En mayo de 2014 la compañía de investigación de mercados deportivos Repucom lo nombró el jugador de fútbol más comercial y más reconocido en el mundo. En 2014 la revista Time lo incluyó en su lista Time 100 como una de las 100 personas más influyentes en el mundo. ESPN nombró al futbolista como el atleta más famoso del mundo en 2016, 2017, 2018 y 2019.

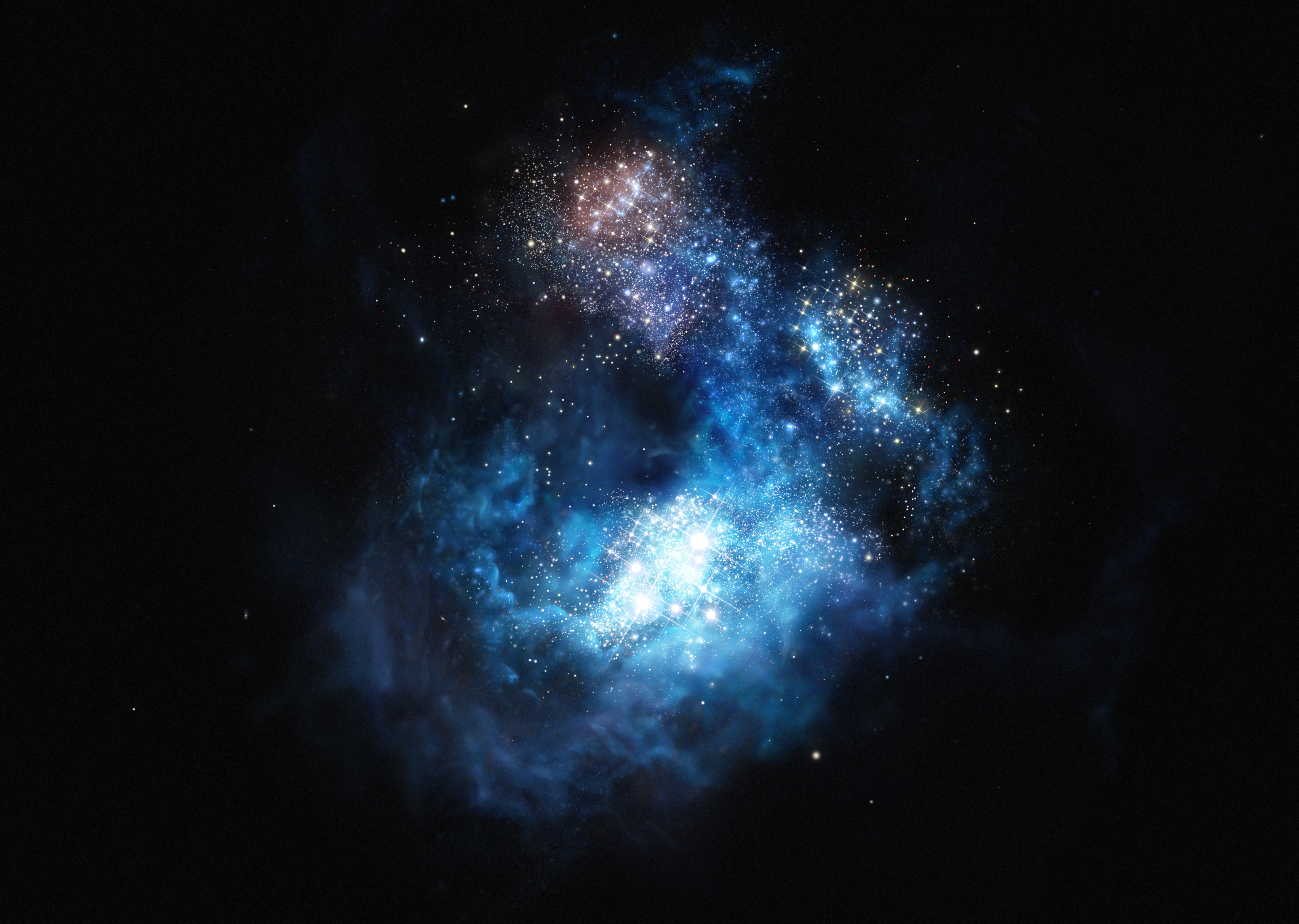
Galaxia Cosmos Redshift 7 «CR7», inspirada en honor al jugador.

Si bien el fanatismo por el jugador tiene sus focos en Portugal, Inglaterra, España e Italia, su carrera futbolística ha sido reconocida en numerosas oportunidades en diferentes lugares del mundo. Diversas encuestas lo ubican entre los mejores jugadores de la historia. Además, de los diferentes premios y galardones dados por organismos oficiales y publicaciones deportivas de todo el mundo, Ronaldo recibió dos importantes reconocimientos: El 17 de junio de 2015 una organización de investigación astronómica compuesta por 16 naciones bautizó en su honor la recién descubierta galaxia Cosmos Redshift 7 «CR7», del mismo modo, el 29 de marzo de 2017 el aeropuerto cerca de su ciudad natal fue renombrado oficialmente en homenaje a su trayectoria como Aeropuerto Internacional Cristiano Ronaldo. También ha sido premiado por la presidencia de Portugal, cuando en 2004 se le otorgó la distinción de Oficial de la Orden del Infante Don Enrique y en 2014 le fue otorgada la de Gran Oficial de la Orden del Infante Don Enrique, ambas por su trayectoria.
Su influencia dentro y fuera del terreno de juego ha sido tal que ha logrado convertirse en un ejemplo a seguir y una fuente de inspiración para los futbolistas profesionales y aficionados al fútbol. En las calles de diferentes lugares del mundo se encuentran murales, pinturas, estatuas y dibujos del portugués. Además, se le han escrito y dedicado numerosos poemas, canciones y cartas.
En 2016 participó en el videoclip de la canción Don't You Need Somebody, del productor discográfico marroquí RedOne en colaboración con Enrique Iglesias, R. City, Serayah McNeill y Shaggy.

## Estadísticas

### Clubes
Actualizado al último partido jugado el 19 de agosto de 2025.
| Club                               | Div.            | Temporada     | Liga  | Liga  | Liga   | Copas | Copas | Copas  | Internacional | Internacional | Internacional | Total | Total | Total  | Media goleadora |
| Club                               | Div.            | Temporada     | Part. | Goles | Asist. | Part. | Goles | Asist. | Part.         | Goles         | Asist.        | Part. | Goles | Asist. | Media goleadora |
| ---------------------------------- | --------------- | ------------- | ----- | ----- | ------ | ----- | ----- | ------ | ------------- | ------------- | ------------- | ----- | ----- | ------ | --------------- |
| Sporting C. P. Portugal            |                 |               |       |       |        |       |       |        |               |               |               |       |       |        |                 |
| 1.ª                                | 2002-03         | 25            | 3     | 5     | 3      | 2     | -     | 3      | -             | 1             | 31            | 5     | 6     | 0.16   |                 |
| Total club                         | Total club      | 25            | 3     | 5     | 3      | 2     | 0     | 3      | 0             | 1             | 31            | 5     | 6     | 0.16   |                 |
| Manchester United F. C. Inglaterra |                 |               |       |       |        |       |       |        |               |               |               |       |       |        |                 |
| 1.ª                                | 2003-04         | 29            | 4     | 3     | 6      | 2     | 3     | 5      | -             | -             | 40            | 6     | 6     | 0.15   |                 |
| 1.ª                                | 2004-05         | 33            | 5     | 4     | 9      | 4     | 4     | 8      | -             | 2             | 50            | 9     | 10    | 0.18   |                 |
| 1.ª                                | 2005-06         | 33            | 9     | 6     | 6      | 2     | 1     | 8      | 1             | 1             | 47            | 12    | 8     | 0.26   |                 |
| 1.ª                                | 2006-07         | 34            | 17    | 13    | 8      | 3     | 1     | 11     | 3             | 5             | 53            | 23    | 19    | 0.43   |                 |
| 1.ª                                | 2007-08         | 34            | 31    | 7     | 4      | 3     | -     | 11     | 8             | 1             | 49            | 42    | 8     | 0.86   |                 |
| 1.ª                                | 2008-09         | 33            | 18    | 6     | 6      | 3     | -     | 14     | 5             | 3             | 53            | 26    | 9     | 0.49   |                 |
| Total 1.ª etapa                    | Total 1.ª etapa | 196           | 84    | 39    | 39     | 17    | 9     | 57     | 17            | 12            | 292           | 118   | 60    | 0.4    |                 |
| Real Madrid C. F. · España         |                 |               |       |       |        |       |       |        |               |               |               |       |       |        |                 |
| 1.ª                                | 2009-10         | 29            | 26    | 7     | -      | -     | -     | 6      | 7             | -             | 35            | 33    | 7     | 0.94   |                 |
| 1.ª                                | 2010-11         | 34            | 40    | 10    | 8      | 7     | 1     | 12     | 6             | 2             | 54            | 53    | 13    | 0.98   |                 |
| 1.ª                                | 2011-12         | 38            | 46    | 12    | 7      | 4     | -     | 10     | 10            | 3             | 55            | 60    | 15    | 1,09   |                 |
| 1.ª                                | 2012-13         | 34            | 34    | 10    | 9      | 9     | 1     | 12     | 12            | 1             | 55            | 55    | 12    | 1.00   |                 |
| 1.ª                                | 2013-14         | 30            | 31    | 9     | 6      | 3     | 3     | 11     | 17            | 5             | 47            | 51    | 17    | 1.09   |                 |
| 1.ª                                | 2014-15         | 35            | 48    | 16    | 4      | 1     | -     | 15     | 12            | 6             | 54            | 61    | 22    | 1.13   |                 |
| 1.ª                                | 2015-16         | 36            | 35    | 11    | -      | -     | -     | 12     | 16            | 4             | 48            | 51    | 15    | 1.06   |                 |
| 1.ª                                | 2016-17         | 29            | 25    | 6     | 2      | 1     | -     | 15     | 16            | 6             | 46            | 42    | 12    | 0.91   |                 |
| 1.ª                                | 2017-18         | 27            | 26    | 5     | 1      | 1     | -     | 16     | 17            | 2             | 44            | 44    | 7     | 1.00   |                 |
| Total club                         | Total club      | 292           | 311   | 86    | 37     | 26    | 5     | 109    | 113           | 29            | 438           | 450   | 120   | 1.03   |                 |
| Juventus de Turín · Italia         |                 |               |       |       |        |       |       |        |               |               |               |       |       |        |                 |
| 1.ª                                | 2018-19         | 31            | 21    | 8     | 3      | 1     | -     | 9      | 6             | 2             | 43            | 28    | 10    | 0.65   |                 |
| 1.ª                                | 2019-20         | 33            | 31    | 4     | 5      | 2     | -     | 8      | 4             | 1             | 46            | 37    | 5     | 0.8    |                 |
| 1.ª                                | 2020-21         | 33            | 29    | 2     | 5      | 3     | -     | 6      | 4             | 2             | 44            | 36    | 4     | 0.82   |                 |
| 1.ª                                | 2021-22         | 1             | -     | -     | -      | -     | -     | -      | -             | -             | 1             | 0     | 0     | 0.00   |                 |
| Total club                         | Total club      | 98            | 81    | 14    | 13     | 6     | 0     | 23     | 14            | 5             | 134           | 101   | 19    | 0.75   |                 |
| Manchester United F. C. Inglaterra |                 |               |       |       |        |       |       |        |               |               |               |       |       |        |                 |
| 1.ª                                | 2021-22         | 30            | 18    | 3     | 1      | -     | -     | 7      | 6             | -             | 38            | 24    | 3     | 0.63   |                 |
| 1.ª                                | 2022-23         | 10            | 1     | -     | -      | -     | -     | 6      | 2             | 2             | 16            | 3     | 2     | 0.19   |                 |
| Total 2.ª etapa                    | Total 2.ª etapa | 40            | 19    | 3     | 1      | 0     | 0     | 13     | 8             | 2             | 54            | 27    | 5     | 0.5    |                 |
| Total club                         | Total club      | 236           | 103   | 42    | 40     | 17    | 9     | 70     | 25            | 15            | 346           | 145   | 66    | 0.42   |                 |
| Al-Nassr F. C. Arabia Saudita      |                 |               |       |       |        |       |       |        |               |               |               |       |       |        |                 |
| 1.ª                                | 2022-23         | 16            | 14    | 2     | 3      | -     | -     | -      | -             | -             | 19            | 14    | 2     | 0.74   |                 |
| 1.ª                                | 2023-24         | 31            | 35    | 11    | 5      | 3     | -     | 15     | 12            | 2             | 51            | 50    | 13    | 0.98   |                 |
| 1.ª                                | 2024-25         | 30            | 25    | 3     | 3      | 2     | 1     | 8      | 8             | -             | 41            | 35    | 4     | 0.85   |                 |
| 1.ª                                | 2025-26         | -             | -     | -     | 1      | -     | 1     | -      | -             | -             | 1             | 0     | 1     | 0.00   |                 |
| Total club                         | Total club      | 77            | 74    | 16    | 12     | 5     | 2     | 23     | 20            | 2             | 112           | 99    | 20    | 0.88   |                 |
| Total carrera                      | Total carrera   | Total carrera | 728   | 572   | 164    | 105   | 56    | 16     | 228           | 172           | 51            | 1061  | 800   | 230    | 0.75            |
| 1. 2. 3.                           |                 |               |       |       |        |       |       |        |               |               |               |       |       |        |                 |

### Selección de Portugal
Actualizado al último partido jugado el 8 de junio de 2025.
| Selección nacional        | Temporada                 | Europeos | Europeos | Europeos | Mundiales | Mundiales | Mundiales | Amistosos | Amistosos | Amistosos | Total | Total | Total  | Media goleadora |
| Selección nacional        | Temporada                 | Part.    | Goles    | Asist.   | Part.     | Goles     | Asist.    | Part.     | Goles     | Asist.    | Part. | Goles | Asist. | Media goleadora |
| ------------------------- | ------------------------- | -------- | -------- | -------- | --------- | --------- | --------- | --------- | --------- | --------- | ----- | ----- | ------ | --------------- |
| Absoluta Portugal         |                           |          |          |          |           |           |           |           |           |           |       |       |        |                 |
| 2003                      | -                         | -        | -        | -        | -         | -         | 2         | -         | -         | 2         | 0     | 0     | 0,00   |                 |
| 2004                      | 6                         | 2        | 2        | 5        | 5         | 4         | 5         | -         | 1         | 16        | 7     | 7     | 0,44   |                 |
| 2005                      | -                         | -        | -        | 7        | 2         | 1         | 4         | -         | 1         | 11        | 2     | 2     | 0,18   |                 |
| 2006                      | 4                         | 3        | -        | 6        | 1         | -         | 4         | 2         | 1         | 14        | 6     | 1     | 0,43   |                 |
| 2007                      | 9                         | 5        | 1        | -        | -         | -         | 1         | -         | -         | 10        | 5     | 1     | 0,50   |                 |
| 2008                      | 3                         | 1        | 1        | 2        | -         | -         | 3         | -         | -         | 8         | 1     | 1     | 0,13   |                 |
| 2009                      | 5                         | -        | 1        | -        | -         | -         | 2         | 1         | -         | 7         | 1     | 1     | 0,14   |                 |
| 2010                      | 3                         | 2        | 1        | 4        | 1         | 1         | 4         | -         | 2         | 11        | 3     | 4     | 0,27   |                 |
| 2011                      | 6                         | 5        | 1        | -        | -         | -         | 2         | 2         | 1         | 8         | 7     | 2     | 0,88   |                 |
| 2012                      | 5                         | 3        | -        | 4        | 1         | 1         | 4         | 1         | 1         | 13        | 5     | 2     | 0,38   |                 |
| 2013                      | -                         | -        | -        | 6        | 7         | -         | 3         | 3         | -         | 9         | 10    | 0     | 1,11   |                 |
| 2014                      | 2                         | 2        | -        | 3        | 1         | 1         | 4         | 2         | -         | 9         | 5     | 1     | 0,56   |                 |
| 2015                      | 4                         | 3        | -        | -        | -         | -         | 1         | -         | -         | 5         | 3     | 0     | 0,60   |                 |
| 2016                      | 7                         | 3        | 3        | 3        | 7         | -         | 3         | 3         | -         | 13        | 13    | 3     | 1,00   |                 |
| 2017                      | -                         | -        | -        | 10       | 10        | 4         | 1         | 1         | -         | 11        | 11    | 4     | 1,00   |                 |
| 2018                      | -                         | -        | -        | 4        | 4         | -         | 3         | 2         | 1         | 7         | 6     | 1     | 0,86   |                 |
| 2019                      | 10                        | 14       | -        | -        | -         | -         | -         | -         | -         | 10        | 14    | 0     | 1,40   |                 |
| 2020                      | 4                         | 2        | -        | -        | -         | -         | 2         | 1         | 1         | 6         | 3     | 1     | 0,50   |                 |
| 2021                      | 4                         | 5        | 1        | 7        | 6         | -         | 3         | 2         | -         | 14        | 13    | 1     | 0,93   |                 |
| 2022                      | 5                         | 2        | 1        | 7        | 1         | 1         | -         | -         | -         | 12        | 3     | 2     | 0,25   |                 |
| 2023                      | 9                         | 10       | 1        | -        | -         | -         | -         | -         | -         | 9         | 10    | 1     | 1,11   |                 |
| 2024                      | 10                        | 5        | 2        | -        | -         | -         | 2         | 2         | -         | 12        | 7     | 2     | 0,58   |                 |
| 2025                      | 4                         | 3        | 0        | -        | -         | -         | 0         | 0         | 0         | 4         | 3     | 0     | 0,75   |                 |
| Total selección y carrera | Total selección y carrera | 100      | 70       | 15       | 68        | 46        | 13        | 53        | 22        | 9         | 221   | 138   | 37     | 0,62            |
| 1. 2.                     |                           |          |          |          |           |           |           |           |           |           |       |       |        |                 |

## Récords y logros individuales
Entre sus logros, destacan algunos por su alto registro goleador como profesional. En el año 2013, el jugador anotó 69 goles en un año natural, siendo la mejor marca del citado período a nivel mundial y la suya propia. Logrados con el Real Madrid C. F. (59 goles) y con la selección de fútbol de Portugal (10 goles), contribuyeron a que se alzase con el Balón de Oro de la FIFA, el segundo en su carrera. El registro contabilizó siete hat-tricks y quince dobletes. A la temporada siguiente, la correspondiente al curso 2014-15, anotó 61 goles en 54 partidos, con un promedio de 1.13 goles por encuentro, para convertirse en el madridista con más goles en una temporada en toda la historia del club y ser la temporada con más goles en toda su carrera profesional. Seis dobletes, seis hat-tricks, un póquer y un repóquer sobresalieron entre los goles.
Divididos por competición, fue en la máxima competición de clubes de Europa, la Liga de Campeones, donde firmó algunos de sus más importantes logros. En la citada temporada 2013-14 alcanzó el récord absoluto de goles en una misma edición en toda la historia del torneo con 17 goles en 11 partidos, arrojando un promedio goleador de 1.55 por encuentro. Era también la cifra más alta conseguida por ningún jugador en una competición europea igualando el registro de Radamel Falcao de 2011 logrado en Liga Europa. Consiguió anotar al menos un gol en cada una de las fases del torneo. Dichos números le llevaron junto al resto de temporadas y competiciones UEFA a una cifra en su carrera de 108 goles, la más alta lograda por un futbolista. De ellos, 106 de ellos pertenecían a la Liga de Campeones y 2 a la Supercopa de Europa, mientras que el club y el estadio en donde más goles anotó fueron el ya citado Real Madrid C. F. (90 goles) y el Estadio Santiago Bernabéu (47 goles). Su «víctima» preferida fue el Fußball-Club Bayern, al que anotó 9 goles.
En España, estableció un nuevo récord absoluto de goles en el arranque de la Liga 2014-15, al anotar quince en ocho jornadas, siendo la cifra más alta conseguida por ningún jugador en la competición española y superando el anterior registro, logrado por Esteban Echevarría en la temporada 1943-44 de catorce goles en ocho jornadas. El récord continuó incrementándose cuatro jornadas más, anotando un total de veinte goles en doce jornadas, superando el registro de Isidro Lángara de la temporada 1935-36 con dieciséis goles en diez jornadas. El récord fue conseguido tras anotar al menos un gol en cada uno de los once partidos disputados (se perdió un partido por lesión), estableciendo también un nuevo registro en el club de partidos consecutivos marcando en Liga, para un total de veinte goles y superando el anterior registro de trece goles en siete partidos que ostentaba Ferenc Puskás en 1959-60 y 1960-61.
En la temporada 2014-15, estableció un nuevo récord personal al conseguir anotar veinte goles durante doce partidos consecutivos en todas las competiciones en juego. La racha se detuvo en la cuarta jornada de la Liga de Campeones, en donde no consiguió anotar en la visita del Liverpool Football Club a Madrid.
Con tres títulos, Cristiano Ronaldo es el jugador que más veces ha ganado el Premio UEFA al Mejor Jugador en Europa.
El 15 de junio de 2018 se convirtió en el cuarto jugador en la historia de la Copa Mundial en marcar goles en cuatro ediciones diferentes del torneo, junto a Pelé, Uwe Seeler y Miroslav Klose. Posteriormente, el 24 de noviembre de 2022 se convierte en el primer futbolista capaz de anotar en cinco ediciones de la Copa Mundial de Fútbol. El 20 de abril de 2019 se convirtió en el primer jugador en ser campeón en las tres ligas más importantes de Europa, la Premier League de Inglaterra, La Liga de España y la Serie A de Italia.
Finalmente, es importante destacar que entre selección y clubes, Cristiano ha marcado a 205 equipos (157 clubes y 48 selecciones).
En 2023 se convirtió en el máximo goleador del año a nivel mundial, por quinta vez en su carrera, con 54 goles.
También es el jugador con más presencias con su selección con 220 partidos internacionales, logro alcanzado en las eliminatorias para la Eurocopa 2024 y reconocido por el Libro Guinness de los récords.

## Palmarés y distinciones

### Campeonatos nacionales (20)
| Título             | Club                    | Año  |
| ------------------ | ----------------------- | ---- |
| Supercopa          | Sporting C. P.          | 2002 |
| Copa               | Manchester United F. C. | 2004 |
| Copa de la Liga    | Manchester United F. C. | 2006 |
| Campeonato de Liga | Manchester United F. C. | 2007 |
| Supercopa          | Manchester United F. C. | 2007 |
| Campeonato de Liga | Manchester United F. C. | 2008 |
| Supercopa          | Manchester United F. C. | 2008 |
| Copa de la Liga    | Manchester United F. C. | 2009 |
| Campeonato de Liga | Manchester United F. C. | 2009 |
| Copa               | Real Madrid C. F.       | 2011 |
| Campeonato de Liga | Real Madrid C. F.       | 2012 |
| Supercopa          | Real Madrid C. F.       | 2012 |
| Copa               | Real Madrid C. F.       | 2014 |
| Campeonato de Liga | Real Madrid C. F.       | 2017 |
| Supercopa          | Real Madrid C. F.       | 2017 |
| Supercopa          | Juventus de Turín       | 2018 |
| Campeonato de Liga | Juventus de Turín       | 2019 |
| Campeonato de Liga | Juventus de Turín       | 2020 |
| Supercopa          | Juventus de Turín       | 2020 |
| Copa               | Juventus de Turín       | 2021 |

### Campeonatos internacionales (15)
| Título              | Equipo (*)              | Año  |
| ------------------- | ----------------------- | ---- |
| Liga de Campeones   | Manchester United F. C. | 2008 |
| Mundial de Clubes   | Manchester United F. C. | 2008 |
| Liga de Campeones   | Real Madrid C. F.       | 2014 |
| Supercopa de Europa | Real Madrid C. F.       | 2014 |
| Mundial de Clubes   | Real Madrid C. F.       | 2014 |
| Liga de Campeones   | Real Madrid C. F.       | 2016 |
| Eurocopa            | Selección de Portugal   | 2016 |
| Supercopa de Europa | Real Madrid C. F.       | 2016 |
| Mundial de Clubes   | Real Madrid C. F.       | 2016 |
| Liga de Campeones   | Real Madrid C. F.       | 2017 |
| Supercopa de Europa | Real Madrid C. F.       | 2017 |
| Mundial de Clubes   | Real Madrid C. F.       | 2017 |
| Liga de Campeones   | Real Madrid C. F.       | 2018 |
| Liga de Naciones    | Selección de Portugal   | 2019 |
| Liga de Naciones    | Selección de Portugal   | 2025 |

(*) Incluyendo la selección.

### Distinciones individuales
| Distinción                                                          | Año                                      |
| ------------------------------------------------------------------- | ---------------------------------------- |
| FIFPro Fans Jugador joven especial del año                          | 2005                                     |
| FIFPro Fans Jugador Joven del Año                                   | 2006                                     |
| Premio PFA al jugador joven del año                                 | 2007                                     |
| Jugador de la Temporada de la Premier League                        | 2007, 2008                               |
| Premio PFA al Jugador del Año                                       | 2007, 2008                               |
| Premio PFA Fans al Jugador del Año                                  | 2007, 2008                               |
| Premio FWA al Futbolista del Año                                    | 2007, 2008                               |
| Bota de Oro de la Premier League                                    | 2008                                     |
| Máximo Goleador de la UEFA Champions League                         | 2008, 2013, 2014, 2015, 2016, 2017, 2018 |
| Mejor delantero de la UEFA en Europa                                | 2017, 2018                               |
| Bota de Oro                                                         | 2008, 2011, 2014, 2015                   |
| Balón de Oro                                                        | 2008, 2013, 2014, 2016, 2017             |
| Once de Oro                                                         | 2008, 2017                               |
| World Soccer Mejor Jugador del Mundo                                | 2008, 2013, 2014, 2016, 2017             |
| FIFPro Jugador del Año                                              | 2008                                     |
| Jugador Mundial de la FIFA                                          | 2008                                     |
| Premio Puskás                                                       | 2009                                     |
| Máximo Goleador de La Liga                                          | 2011, 2014, 2015                         |
| Premio GSA al mejor jugador del año                                 | 2011, 2014, 2016, 2017, 2018, 2019       |
| Mejor Goleador del Mundo según la IFFHS                             | 2011, 2013, 2014, 2015, 2023             |
| Trofeo Alfredo Di Stéfano                                           | 2012, 2013, 2014, 2016                   |
| Jugador más valioso de La Liga                                      | 2013                                     |
| Mejor Goleador Internacional del Mundo según la IFFHS               | 2013, 2014, 2016, 2017, 2019             |
| Mejor gol de La Liga                                                | 2014                                     |
| Mejor jugador de La Liga                                            | 2014                                     |
| Mejor delantero de La Liga                                          | 2014                                     |
| Jugador del Año de la UEFA                                          | 2014, 2016, 2017                         |
| Mejor Goleador de Primera División según la IFFHS                   | 2014, 2015, 2020                         |
| Jugador Cinco Estrellas de La Liga Fans                             | 2015                                     |
| FPF Mejor Jugador Portugués de Todos los Tiempos                    | 2015                                     |
| Premio The Best FIFA                                                | 2016, 2017                               |
| Bota de Plata de la Eurocopa                                        | 2016                                     |
| Balón de Oro de la Copa Mundial de Clubes de la FIFA                | 2016                                     |
| MVP de la Serie A                                                   | 2019                                     |
| Futbolista del Año de la Serie A                                    | 2019, 2020                               |
| Premio SOCAR de la Liga de Naciones                                 | 2019                                     |
| Trofeo Alipay de la Liga de Naciones                                | 2019                                     |
| Marca Leyenda                                                       | 2019                                     |
| Golden Foot                                                         | 2020                                     |
| Mejor Goleador Mundial de la Década según la IFFHS                  | 2020                                     |
| Mejor Goleador Nacional del Mundo del Siglo XXI según la IFFHS      | 2020                                     |
| Mejor Goleador Internacional del Mundo del Siglo XXI según la IFFHS | 2020                                     |
| Mejor Goleador Mundial del Siglo XXI según la IFFHS                 | 2020                                     |
| Dream Team del Balón de Oro                                         | 2020                                     |
| Mejor delantero de la Serie A                                       | 2021                                     |
| Capocannoniere                                                      | 2021                                     |
| Trofeo Alipay de la Eurocopa                                        | 2021                                     |
| Premio Especial The Best FIFA                                       | 2021                                     |
| Parte de los 100 mejores jugadores del mundo según The Guardian     | 2022                                     |
| Máximo goleador del Campeonato de Clubes Árabes                     | 2023                                     |
| Trofeo Quinas de Platina                                            | 2024                                     |
| Máximo goleador de la Liga Profesional Saudí                        | 2024, 2025                               |

### Distinciones honoríficas
| Distinción                                                                       | Año  |
| -------------------------------------------------------------------------------- | ---- |
| Oficial de la Orden del Infante Don Enrique                                      | 2004 |
| Medalla al Mérito de la Orden de Nuestra Señora de la Concepción de Villaviciosa | 2006 |
| Gran Oficial de la Orden del Infante Don Enrique                                 | 2014 |
| Comandante de la Orden del Mérito de Portugal                                    | 2016 |

## Vida privada

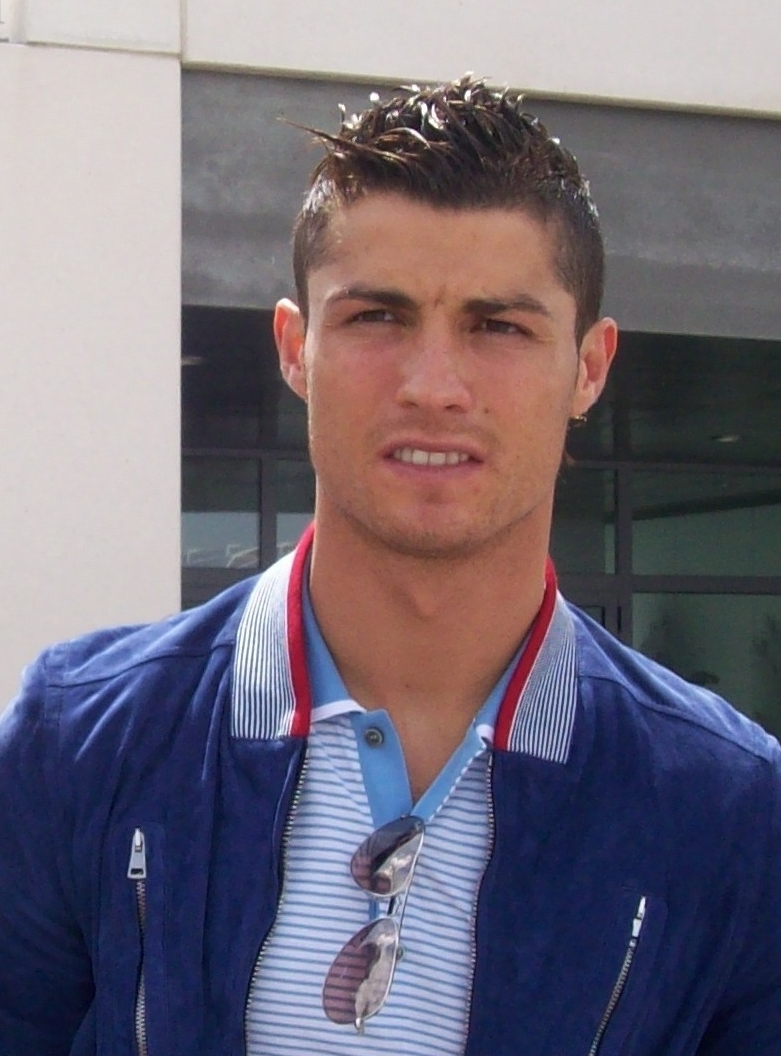
Cristiano Ronaldo en 2010.

Cristiano Ronaldo habla portugués, inglés y español, mientras que debe su nombre a la admiración de sus padres al actor y posteriormente presidente de los Estados Unidos Ronald Reagan. Su padre, José Dinis Aveiro, murió por una crisis renal a causa del alcohol el 7 de septiembre de 2005, cuando Cristiano tenía veinte años y se encontraba concentrado con la selección. Horas después, se reunió con el entrenador del conjunto portugués para comunicarle su intención de jugar el partido contra Rusia para la clasificación al Mundial de Fútbol de 2006. Pasado el compromiso, el técnico de su club de entonces, Alex Ferguson, le permitió regresar a su ciudad natal para el entierro por lo que se perdió el partido contra el Manchester City, una de las raras ocasiones en las que se ha perdido un encuentro por motivos extra-deportivos.
Después de dos partidos para la calificación a la Copa Mundial de Fútbol viajó a Indonesia para recaudar fondos por el tsunami del océano Índico de 2004. Se reunió con el vicepresidente Jusuf Kalla y el presidente de Timor Oriental, Xanana Gusmão para dar una contribución de 120 000 dólares. A lo largo de toda su carrera acciones del género estuvieron muy ligadas a su vida, siendo muy activo y contribuyente en la causa social y en favor de la salud y el desarrollo. Subastó la Bota de Oro lograda en 2011 para recaudar fondos para los niños de Gaza, en Palestina después de que la Franja de Gaza fuera bombardeada duramente por las tropas israelíes, mientras que a través de numerosas asociaciones y con donativos, por citar otros ejemplos, el portugués ayuda en la medida permitida por su agenda. No en vano, en su infancia superó una operación del corazón que estuvo a punto de ser fatídica, siendo también uno de los motivos de sus acciones y de su religiosidad católica, que también profesa.
El 4 de julio de 2010, pocos días después de la derrota del equipo de Portugal en la Copa Mundial de Fútbol de 2010, anunció por redes sociales que era padre de un niño, Cristiano Jr, que nació en el estado de California en los Estados Unidos. Se acordó con la madre que su identidad se mantendría en secreto y el niño quedaría bajo su tutela. Posteriormente, siguió un proceso similar con un embarazo subrogado en 2017 mediante el cual fue de nuevo padre, esta vez de mellizos, Eva y Mateo. Entremedias, mantuvo una relación con la modelo rusa Irina Shayk hasta inicios de 2015 y, tras pasar una época sin relación estable conocida, al menos a la opinión pública, inició una relación con la hispanoargentina Georgina Rodríguez en el verano de 2016. Rodríguez y Ronaldo se vieron juntos en público por la primera vez en noviembre de 2016, cuando fueron a Disneyland Paris. Tan solo cinco meses después del nacimiento de los mellizos, su novia Georgina dio a luz el 12 de noviembre de 2017 al cuarto hijo del futbolista, Alana Martina. En octubre de 2021 se hizo público que iba a ser padre de gemelos por segunda vez. En abril de 2022 se hizo público el nacimiento de su segunda hija, y el fallecimiento del hermano mellizo de esta.
Sus éxitos y repercusión mediática le llevaron a desempeñar trabajos alternativos como modelo para grandes marcas y firmas internacionales y como empresario, complementarios a su carrera deportiva.

### Polémicas
Ronaldo y otro hombre fueron investigados por el Servicio de Fiscalía de la Corona británica después de que una denuncia de violación de 2005 que fue presentada por dos mujeres. En cuestión de días, las dos mujeres retiraron su alegato y Scotland Yard emitió una declaración que declaraba que no había pruebas suficientes para un procesamiento.
En abril de 2017, se informó que Ronaldo estaba siendo investigado por otra denuncia de violación por parte del Departamento de Policía de Las Vegas que se originó en 2009. Salieron a la luz unos documentos que afirmaban que Cristiano Ronaldo, presuntamente, pagó a una mujer 375 000 dólares estadounidenses en un acuerdo de confidencialidad. Ronaldo y sus abogados emitieron una larga declaración negando todas las acusaciones, describiéndolas como una «campaña de difamación intencional» con partes significativamente «alteradas y/o completamente inventadas», una afirmación que Der Spiegel refutó categóricamente. Finalmente, el 22 de julio de 2019, la denuncia fue desestimada —debido a la ausencia de pruebas— por la Oficina del Fiscal de Distrito del Condado de Clark, Las Vegas, quedando el futbolista portugués libre de ser imputado y juzgado. En 2023, una juez de Las Vegas determinó que el abogado de la mujer acusadora pagara una indenmización a Ronaldo por insistir en presentar un caso contra el jugador.

### Proceso judicial
El caso de Cristiano Ronaldo comenzó en realidad en 2004, cuando el jugador, ya en la élite, se encomendó al 'método Mendes' para gestionar sus ingresos por publicidad. El esquema fiscal utilizado durante este tiempo para eludir supuestamente el pago de impuestos, ha terminado con el futbolista ante la Justicia española.
En verano de 2004, tras fichar por el Manchester United, Ronaldo supuestamente creó una estructura offshore para eludir el pago de impuestos de sus ingresos publicitarios. Sus ganancias mundiales (excepto las de Reino Unido) se resguardaban en Tollin, una empresa sin empleados ni actividad real en el paraíso fiscal de las Islas Vírgenes Británicas.
Una semana antes de finalizar su fichaje con el Real Madrid, el 20 de diciembre de 2008, Cristiano Ronaldo cambió ese supuesto entramado. Mientras en Reino Unido mantenía sus ingresos por derechos de imagen en una empresa con sede en Mánchester, en España no creó sociedad alguna para ello: todo el dinero se marchaba al Caribe.
En el contexto del fin de la Ley Beckham y de las inspecciones de Hacienda a otros clientes de Jorge Mendes, Ronaldo realizó la declaración de la Renta de 2014. Pese a haber facturado ya entonces 150 millones por publicidad entre 2009 y 2014, tributó por 22,7 y pagó tan solo 5,6 millones por IRPF.
El 3 de diciembre de 2015, Hacienda abrió expediente a Ronaldo por posibles irregularidades en sus tributaciones de los años 2011, 2012 y 2013. Más tarde, ampliarían las pesquisas al ejercicio correspondiente al año 2014.
Un año después de que Hacienda comenzará su inspección, el diario El Mundo y sus socios de EIC revelaron el supuesto esquema de Ronaldo para desviar ingresos a un paraíso fiscal.
Hacienda finalizó su investigación en mayo de 2017 con la conclusión de que Ronaldo defraudó 14,7 millones de euros en impuestos entre 2011 y 2014. Dos semanas más tarde, la Fiscalía le denunció por cuatro delitos fiscales. La juez admitió la denuncia a trámite y le citó a declarar el lunes 31 de julio en calidad de investigado.
Como señala el Sindicato de Técnicos de Hacienda, el futbolista portugués podría haber incurrido en un delito fiscal en 2011, y en otros dos delitos fiscales agravados en 2012 y 2013, al superar las cuotas presuntamente defraudadas los 600 000 euros. Estos dos delitos llevan penas de prisión de dos a seis años por cada uno de ellos.
No obstante, el juez podría aplicar la atenuante muy cualificada de regularización extemporánea introducida en el Código Penal en 2013 y reducir la pena a la mitad o a la cuarta parte de cada delito fiscal si el jugador reconoce los hechos y paga las cuotas supuestamente defraudadas, los intereses y las multas en el plazo máximo de dos meses desde la citación judicial como investigado.
Asimismo, Gestha considera que los asesores fiscales de Ronaldo deberían ser investigados por cooperadores necesarios en los presuntos delitos fiscales, especialmente tras conocerse las revelaciones de Football Leaks, que alertaban sobre los correos electrónicos que se cruzaron los abogados del jugador y los del representante.
En junio de 2018, Ronaldo recibió una sentencia de dos años de cárcel suspendida y una multa de € 18,8 millones, que luego se redujo a € 16,8 millones al llegar a un acuerdo con las autoridades españolas. La sentencia se puede cumplir bajo libertad condicional, sin ningún tiempo de cárcel, siempre y cuando no vuelva a reincidir.

## Filmografía

### Cine
| Año  | Título  | Personaje | Notas      |
| ---- | ------- | --------- | ---------- |
| 2015 | Ronaldo | Él mismo  | Documental |

### Televisión
| Año       | Título       | Personaje | Notas      |
| --------- | ------------ | --------- | ---------- |
| 2022-2024 | Soy Georgina | Él mismo  | Documental |

### Videoclips
| Año  | Título                  | Artista                                                     |
| ---- | ----------------------- | ----------------------------------------------------------- |
| 2016 | Don't You Need Somebody | RedOne, Enrique Iglesias, R. City, Serayah McNeill y Shaggy |
| 2023 | Energía bacana          | Sebastián Yatra                                             |